# Lentibulariaceae
Lentibulariaceae Rich., 1808 è una famiglia di piante angiosperme carnivore, appartenente all'ordine delle Lamiales.

## Etimologia
Il nome della famiglia deriva da un suo genere tipo Lentibularia, ora soppresso, la cui etimologia (incerta) deriva dalla parola "lenticolare" che di solito si riferisce alle vesciche a forma di lenticchia di alcune piante del genere. Il nome scientifico della famiglia è stato definito dal botanico francese Louis-Claude Marie Richard (Versailles, 4 ottobre 1754 – Parigi, 7 giugno 1821) nella pubblicazione "Fl. Paris. (Flora Parisiensis) [Poiteau & Turpin] 1: 23 (ed. fol.), 26 (ed. qto.)" del 1808. Il botanico John Kunkel Small propose come nome della famiglia Pinguiculariaceae (da Pinguicola L. genere assai rappresentativo della famiglia). Proposta non accettata dalla maggioranza dei botanici.

## Descrizione

### Portamento

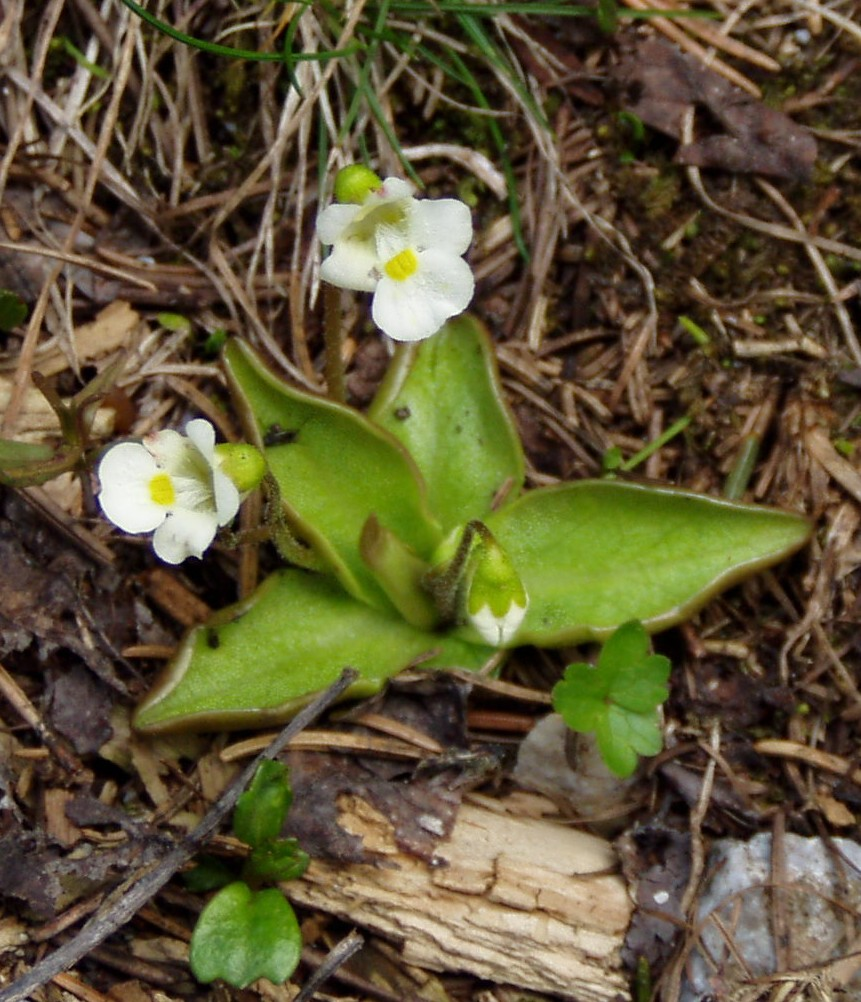
Il portamento
Pinguicula alpina

La famiglia comprende piante erbacee, annuali o perenni, sia terrestri, che epifita cheacquatico. In prevalenza sono insettivore (carnivore), provviste di peli vischiosi, mucillaginosi o vescicole; alcune sono prive di radici (Genlisea e Utricularia - nel primo genere le radici sono state sostituite da foglie modificate, nel secondo da stoloni) a causa del loro habitat nell'acqua. Spesso crescono tra i muschi. In alcune specie il sistema vascolare è ridotto. Nei tessuti di queste piante sono presenti sostanze idroidi. I peli sono sessili o stipitati e capitato-ghiandolari. Alcune specie di Utricularia non presentano alcuna chiara distinzione tra steli, radici e foglie.

### Foglie

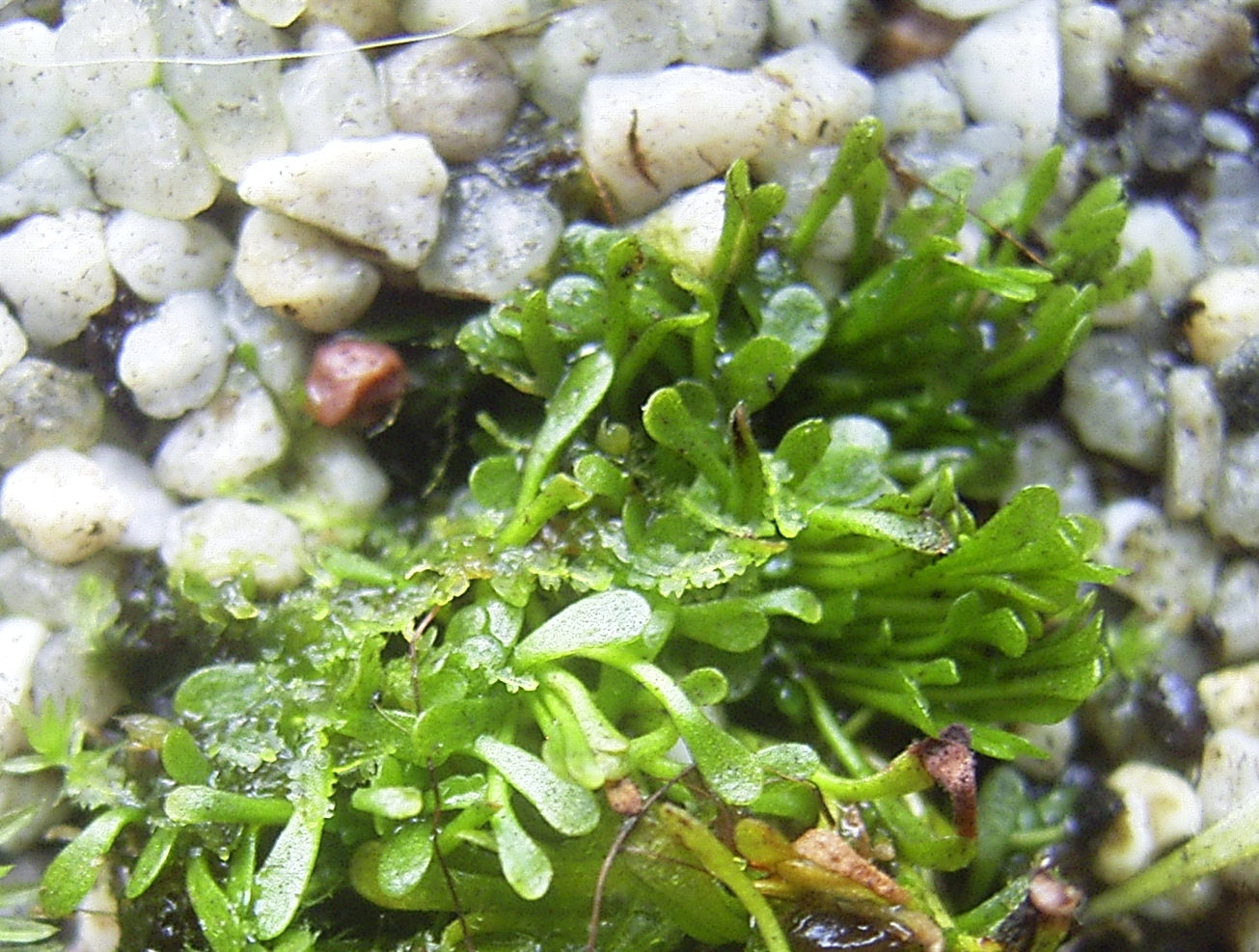
Le foglie
Genlisea aurea

La disposizione delle foglie è alterna o verticillata o spiralata, sia in forme radicali che cauline. La lamina può essere intera (peltata, ovale o lanceolata) o divisa variamente (in numerosi esili segmenti); in qualche caso è ridotta a delle minute squame. Alcune specie sono eterofille (foglie con forme diverse su una stessa pianta). Le stipole sono assenti.

### Infiorescenze

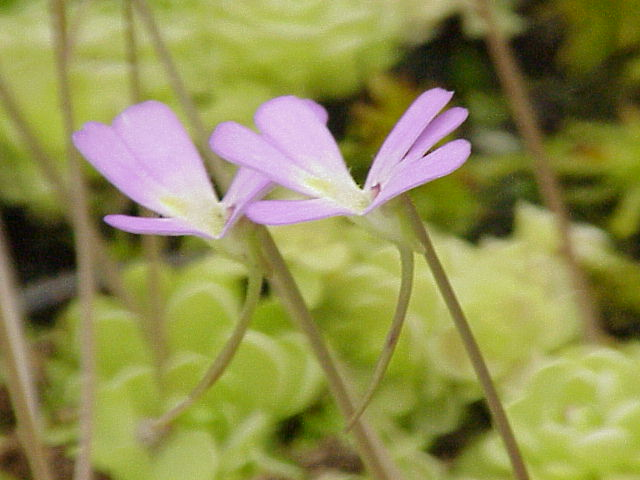
Infiorescenza
Pinguicula esseriana

Le infiorescenze, indefinite, normalmente consistono in fiori isolati o racemi terminali o laterali; ogni fiore è solitario alla fine dello scapo. I fiori sono bratteati e pedicellati. A volte sono presenti due piccole bratteole.

### Fiori

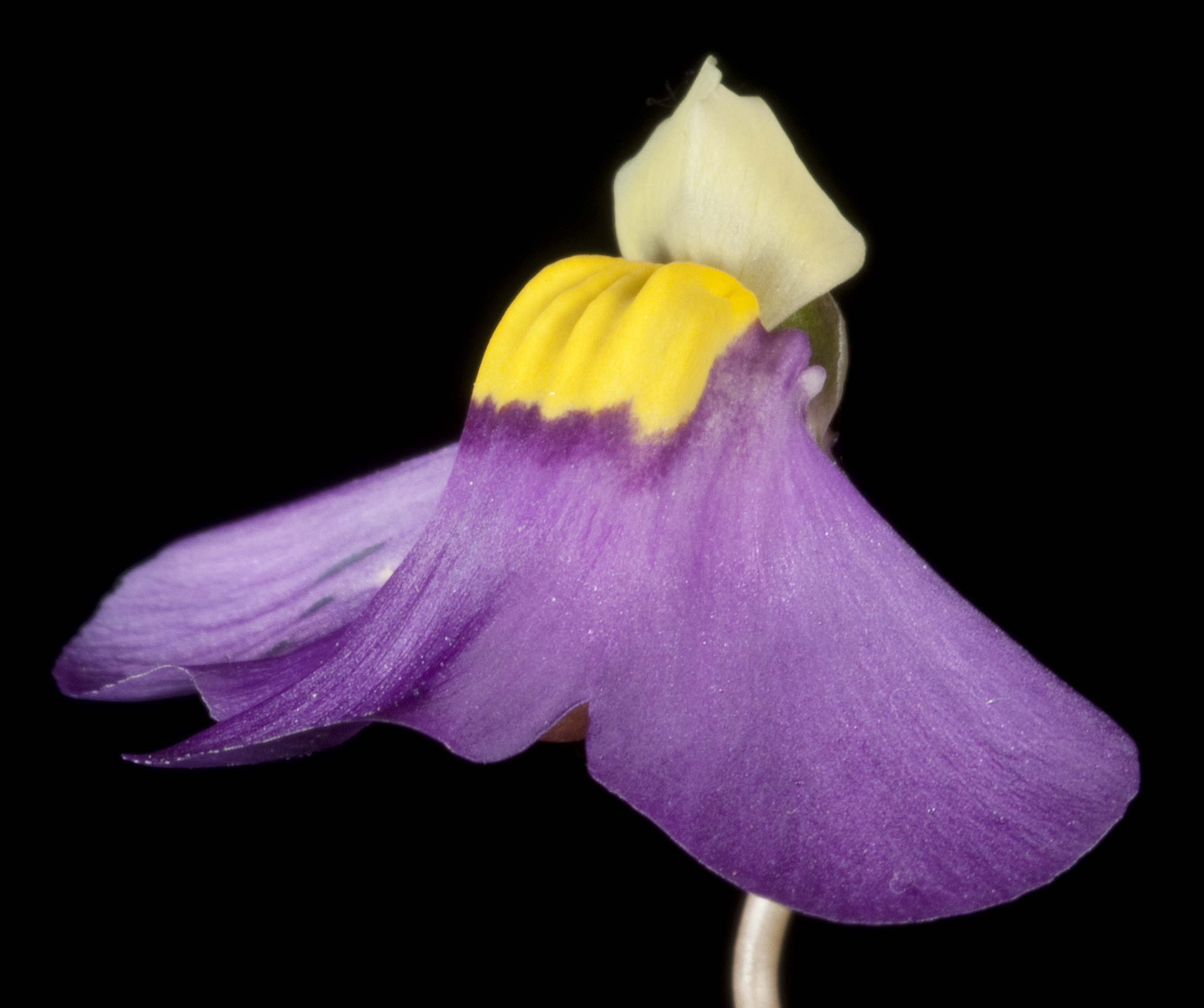
I fiori
Utricularia benthamii

I fiori sono ermafroditi, zigomorfi, tetrameri (4-ciclici), ossia con quattro verticilli (calice – corolla - androceo – gineceo) e pentameri (5-meri: la corolla e il calice hanno 5 parti).
- Formula fiorale:[8]

X, K (4-5), [C (2+3), A 2], G (2), (supero), capsula
- Calice: il calice, più o meno gamopetalo, termina con 2 - 5 lobi (o divisioni) liberi o saldati con struttura 3 + 2 (se i lobi sono 5); i segmenti sono aperti o embricati. Spesso il calice è persistente.

- Corolla: la corolla, gamopetala e zigomorfa, ha la forma di un tubo terminante con cinque lobi embricati. La forma è più o meno bilabiata. Il labbro superiore è bilobo; il labbro inferiore è trilobo e posteriormente ha la forma di un sacco o sperone. Colori: blu, violetto, malva, rosa e giallo.

- Androceo: l'androceo possiede due stami epipetali e adnati alla base del tubo corollino. Spesso sono presenti due staminoidi. Le antere, dorsofisse, hanno una sola loggia (teca) strozzata nella parte centrale (in questo modo sembra che l'antera abbia due logge). La deiscenza è longitudinale. I granuli pollinici sono tri-policolporati. Il disco del nettario (presente in altre famiglie dell'ordine) è assente; il nettare è contenuto nella sacca o sperone della corolla.

- Gineceo: l'ovario è supero monoloculare, ma bicarpellare (formato da due carpelli iniziali poi fusi insieme). La placentazione è centrale e libera. Gli ovuli sono anatropi, numerosi e tenuinucellati (con la nocella, stadio primordiale dell'ovulo, ridotta a poche cellule).[12] Lo stilo è unico con stigma sessile o irregolarmente bilobato.

### Frutti
Il frutto è una capsula non carnosa indeiscente o a deiscenza 2-4-valvolare. La deiscenza può essere anche circumscissile (lungo una circonferenza) oppure attraverso una deiscenza più o meno irregolare. I semi sono minuti e contengono un embrione non molto differenziato e sono privi di albume.

## Biologia
Le specie di questa famiglia sono provviste di piccoli lobi (simili a foglioline) contenenti particolari meccanismi per catturare minuscole prede natanti. In altre specie è la superficie delle foglie ad essere ricoperta da ghiandole glutinose che con le loro sostanze vischiose intrappolano piccoli animali (insetti).
I meccanismi di "predazione" sono diversi nelle specie dei tre generi della famiglia:
- Pinguicola: i margini delle foglie con i peli ghiandolari si ripiegano in risposta al contatto della preda;
- Genlisea: le foglie, tubulari e spiralate, sono provviste di peli digestivi rivolti verso il basso che conducono ad una camera basale; inoltre le specie dell'Africa tropicale e del Sud America presentano una attrazione chemiotattica sulla pagina inferiore delle foglie per la cattura di protozoi;[9]
- Utricularia: le foglie, profondamente settate, contengono delle vescicole con delle valvole sensibili che si richiudono rapidamente sulla preda (anche piccoli crostacei acquatici[9]) e al cui interno sono presenti dei peli digestivi.

### Riproduzione
Le specie di questo raggruppamento si riproducono per impollinazione tramite insetti come api e vespe (impollinazione entomogama). In Utricularia lo stigma a volte è sensibile e si chiude se viene toccato per favorire l'impollinazione. L'esoincrocio in queste piante è di norma.
La dispersione dei semi avviene inizialmente a causa del vento (dispersione anemocora); una volta caduti a terra sono dispersi soprattutto da insetti tipo formiche (mirmecoria).

## Distribuzione e habitat
L'habitat tipico per le specie di questa famiglia sono i terreni acquitrinosi (stazioni umide), dei fiumi e dei bacini idrici delle regioni intertropicali e foreste pluviali del Vecchio e del Nuovo Mondo. Alcune specie (Pinguicola) sono epifite di foreste umide tropicali montane.

## Tassonomia
Tradizionalmente questa famiglia in passato era assegnata all'Ordine delle "Tubiflorae"; in tempi più recenti il "Sistema Cronquist" l'ha inclusa nell'ordine delle Scrophulariales; attualmente con i nuovi sistemi di classificazione filogenetica (classificazione APG) è stata assegnata all'ordine delle Lamiales, cambiando anche i livelli tassonomici superiori. In realtà la forma del fiore delle Lentibulariaceae è molto simile a quella delle Scrophulariaceae, ma è una somiglianza superficiale in quanto le prime si distinguono per il numero degli stami (due), per la placentazione (libero-centrale), ma soprattutto per la presenza di specifici meccanismi di cattura per i piccoli insetti.

### Generi
La famiglia è composta da 3 generi con oltre 400 specie:
- Genlisea A. St.-Hil., 1833 (30 spp.)
- Pinguicula L., 1753 (127 spp.)
- Utricularia L., 1753 (285 spp.)

### Chiave per i generi
Per meglio comprendere ed individuare i tre generi, l'elenco seguente utilizza in parte il sistema delle chiavi analitiche (vengono cioè indicate solamente quelle caratteristiche utili a distingue un gruppo dall'altro).
- Gruppo 1A: le radici sono presenti; tutte le foglie sono epigee con margini revoluti e la faccia superiore ricoperta di ghiandole; i peduncoli sono privi di brattee; il calice è a 5 parti; la gola della corolla è aperta (non si distingue un palato);

- Pinguicola.

- Gruppo 1B:  le radici sono assenti (nelle specie terrestri sono presenti delle foglie simili a radici); le foglie sono dimorfiche, quelle vicine al terreno sono provviste di trappole per catturare piccoli insetti; i peduncoli sono provvisti di brattee; il calice è a 2 - 4 - 5 parti; nella corolla si distingue un palato;

- Gruppo 2A: il portamento di queste piante è terrestre o raramente subemerso; le foglie epigee hanno delle forme spatolate, quelle più o meno ipogee sono provviste di trappole per catturare piccoli insetti; il calice ha 5 parti;

- Genlisea.

- Gruppo 2B:  il portamento di queste piante è terrestre o acquatico (raramente è epifita); le foglie sono estremamente diverse (da lamine intere a divise, da pennate a segmenti sottili, con forme circolari, reniformi o peltate); il calice ha 2 - 4 parti;

- Utricularia.

### Specie presenti in Italia
Nella flora spontanea italiana sono presenti le seguenti specie:
- Pinguicula L. - Erba-unta:

- Pinguicula alpina L. - Erba-unta bianca.
- Pinguicula crystallina Sibth. & Sm. - Erba-unta amalfitana (P. hirtiflora Ten. in Pignatti).
- Pinguicula fiorii Tammaro & Pace
- Pinguicula leptoceras Rchb.  - Erba-unta bianco-maculata.
- Pinguicula poldinii Steiger & Casper
- Pinguicula reichenbachiana Schindl. - Erba-unta di Reichenbach.
- Pinguicula sehuensis Bacch., Cannas & Peruzzi, 2014 - Pinguicola di Seui, endemica della Sardegna.
- Pinguicula vulgaris L. - Erba-unta comune.

- Utricularia L. - Erba-vescica.

- Utricularia australis R. Rb. - Erba-vescica delle risaie.
- Utricularia bremii Heer
- Utricularia intermedia Hayne - Erba-vescica intermedia.
- Utricularia minor L. - Erba-vescica minore.
- Utricularia ochroleuca R.W. Hartm. - Erba-vescica giallastra.
- Utricularia stygia G. Thor
- Utricularia vulgaris L. - Erba-vescica comune.

In Europa complessivamente sono presenti 21 specie del genere Pinguicola e 7 specie del genere Utricularia.

### Filogenesi

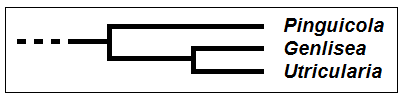
Cladogramma della famiglia

La famiglia Lentibulariace è monofiletica sia da analisi morfologiche che da alcune sequenze del DNA. Tuttavia l'esatta collocazione del gruppo nell'ordine Lamiales è problematica. Alcune ricerche posizionano questa famiglia in un gruppo non meglio definito contenente le famiglie Calceolariaceae, Gesneriaceae, Plantaginaceae  "gruppo fratello" del "core" dell'ordine. Altre ricerche posizionano la famiglia più vicino alle Lamiaceae insieme alle Schlegeliaceae (con le quali formano un "gruppo fratello") insieme ad un altro "gruppo fratello" (Verbenaceae + Tetrachondraceae). Altre ancora in un grupo formato dalle famiglie Verbenaceae, Acanthaceae, Bignoniaceae, Martyniaceae, Pedaliaceae e altre famiglie minori.
Anche i tre generi in base alle analisi filogenetiche del DNA risultano monofiletici. All'interno della famiglia Pinguicola rappresenta probabilmente il "gruppo fratello" di un clade formato dagli altri due generi. Anche dalle analisi morfologiche delle ghiandole sia mucillaginose che digestive dei tre generi risulta che Pinguicola, Genlisea e Utricularia avevano un antenato comune; poi in un secondo tempo si è separato il clade Genlisea + Utricularia. Risulta anche che le varie specializzazioni morfologiche attuate dalle specie dei tre generi (la crescita stolonifera, l'abitudine epifita e quella acquatica sospesa) potrebbero essersi evolute più volte in modo indipendente.
Le possibili sinapomorfie per questa famiglia sono:
- erbe insettivore, acquatiche o di ambienti umidi;
- foglie provviste di trappole con peli secernenti mucillagini ed altri enzimi digestivi;
- infiorescenze indefinite con fiori laterali;
- stami 2;
- stigma asimmetricamente bilobato;
- disco nettarifero assente;
- embrione più o meno indifferenziato.

Altri caratteri distintivi sono:
- peli sessili o stipitati e capitato-ghiandolari;
- disposizione delle foglie alternata e spiralata o, a volte, verticillata;
- corolla a 5 petali connati a forma bilabiata e con sperone o sacco nettarifero;
- filamenti adnati alla corolla;
- antere uniloculari;
- carpelli connati formanti un ovario supero con placentazione centrale libera;
- frutto a capsula circumscissile, loculicida o irregolarmente deiscente.

Questo gruppo si è separato dal resto delle Lamiales circa 40 - 30 milioni di anni fa.

### Alcune specie

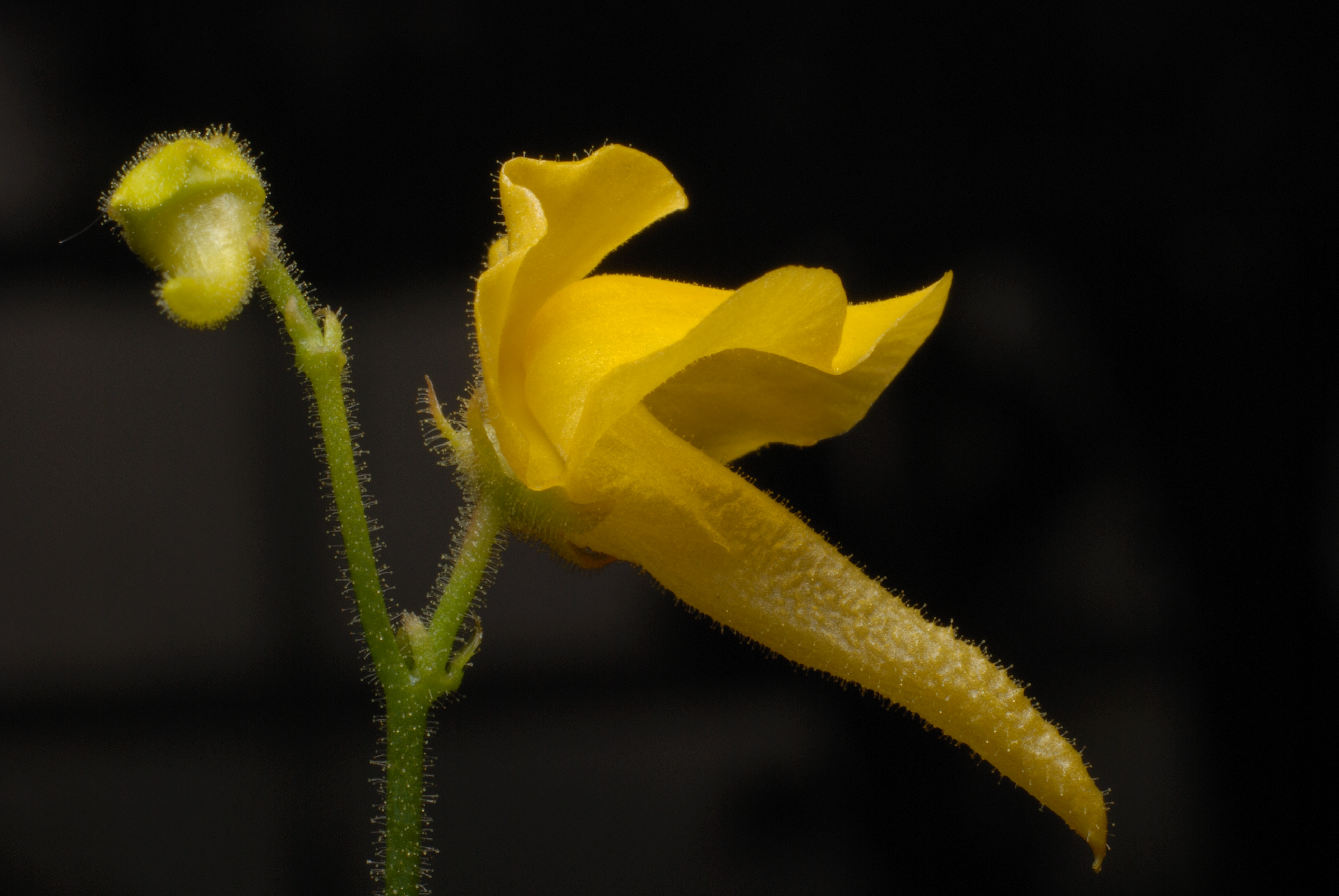
Genlisea aurea
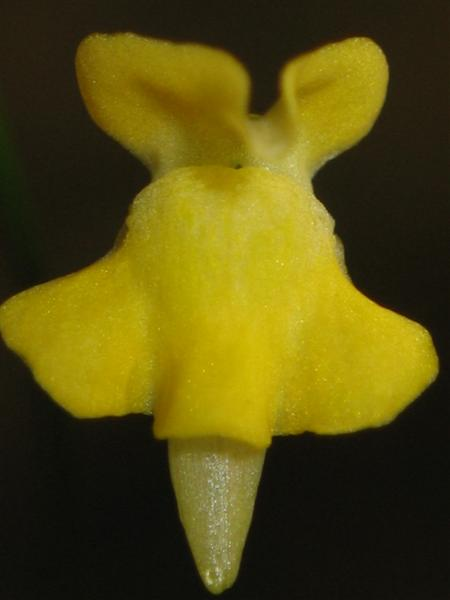
Genlisea pygmaea
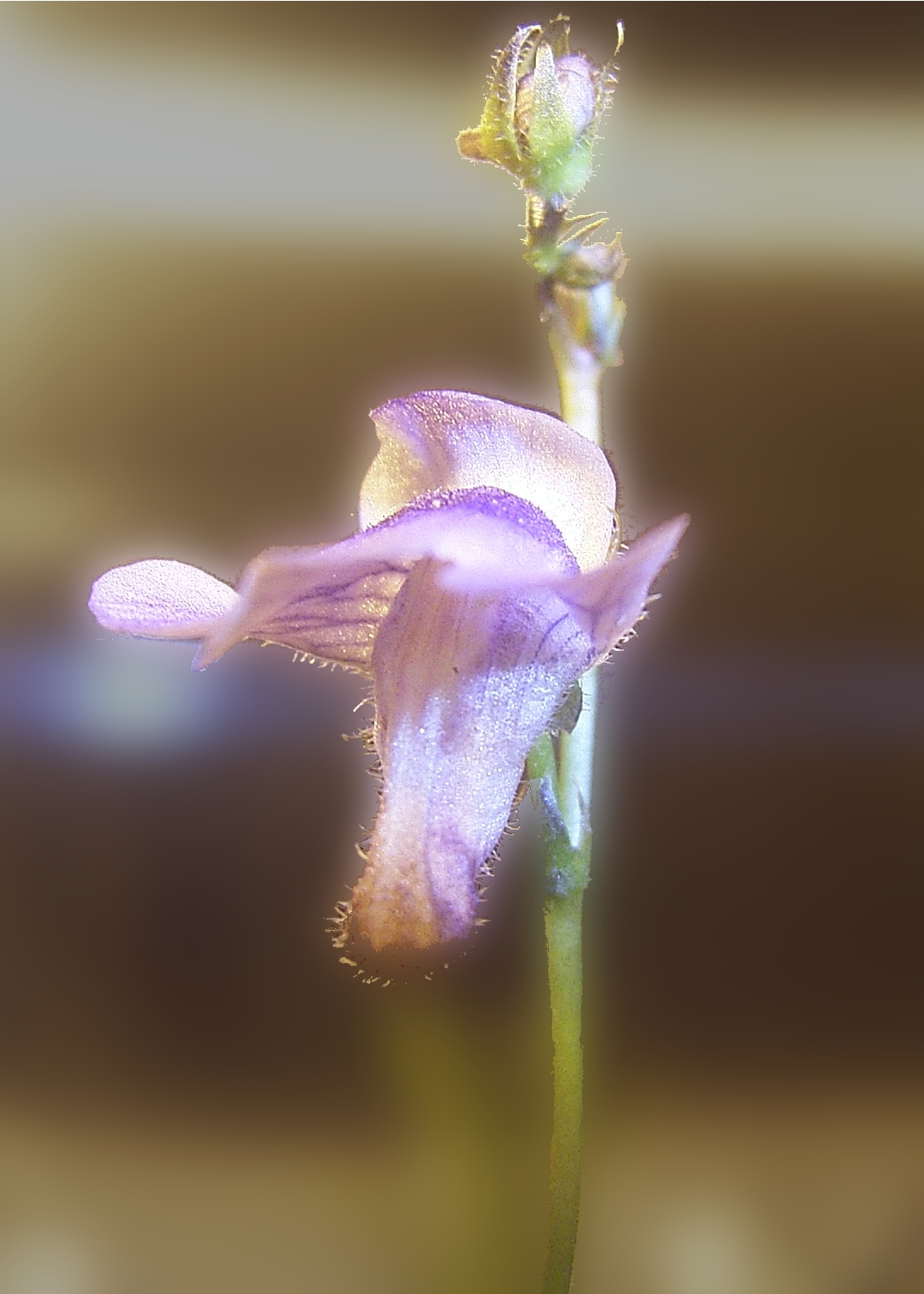
Genlisea subglabra
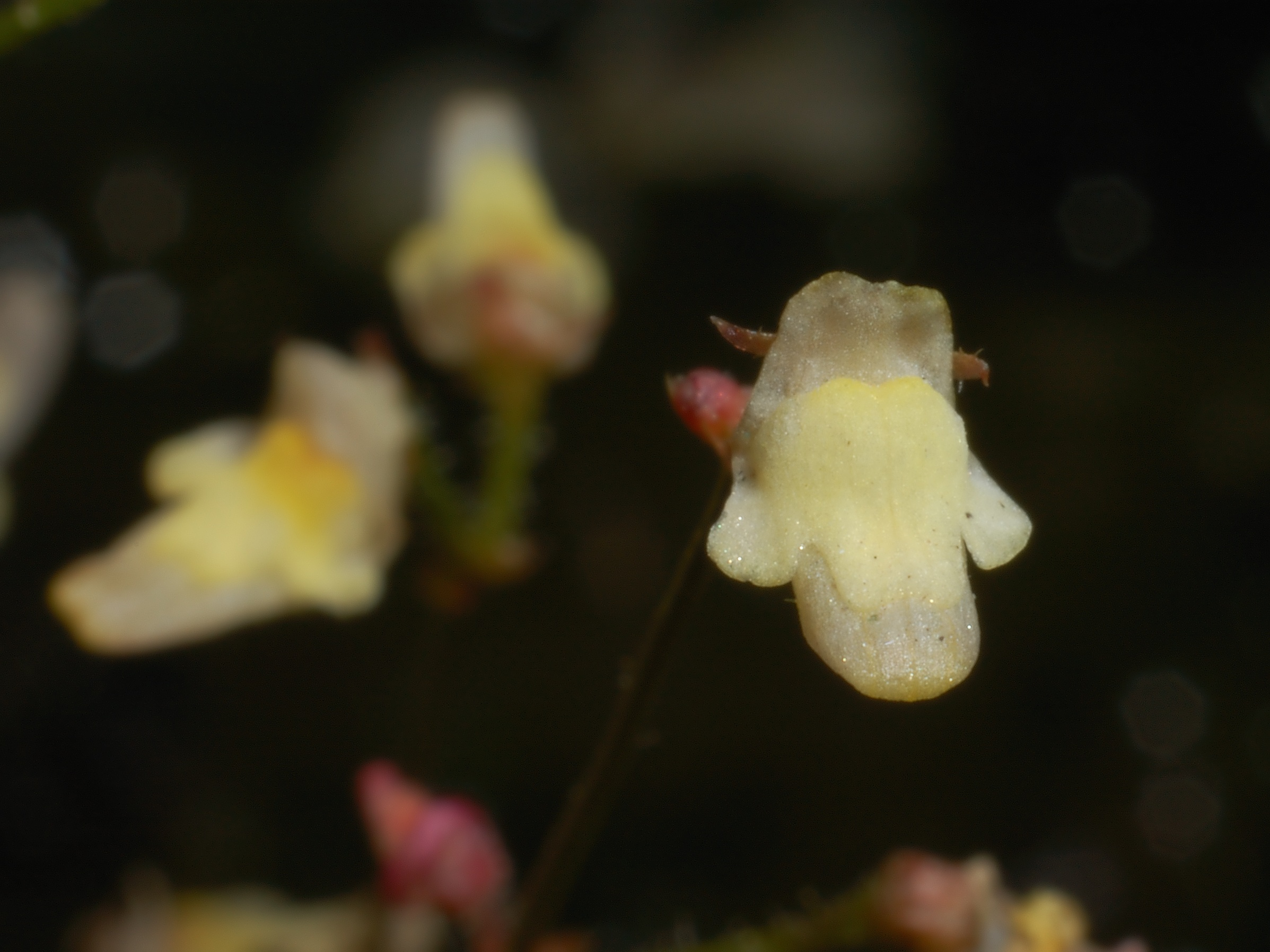
Genlisea filiformis

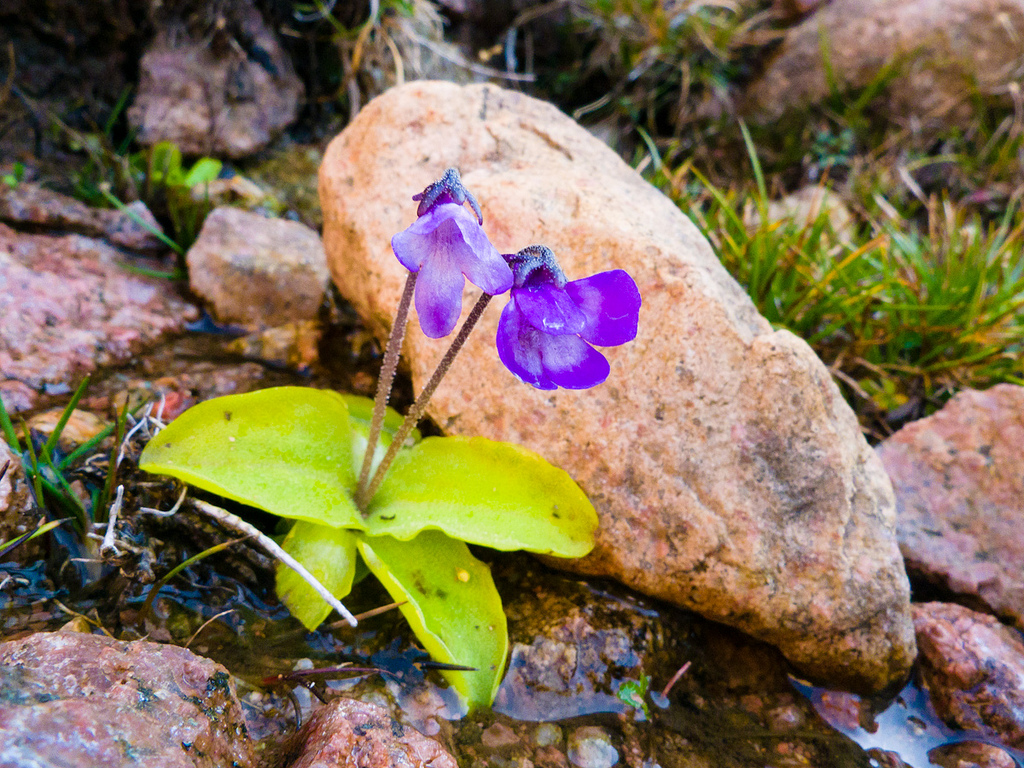
Pinguicula corsica
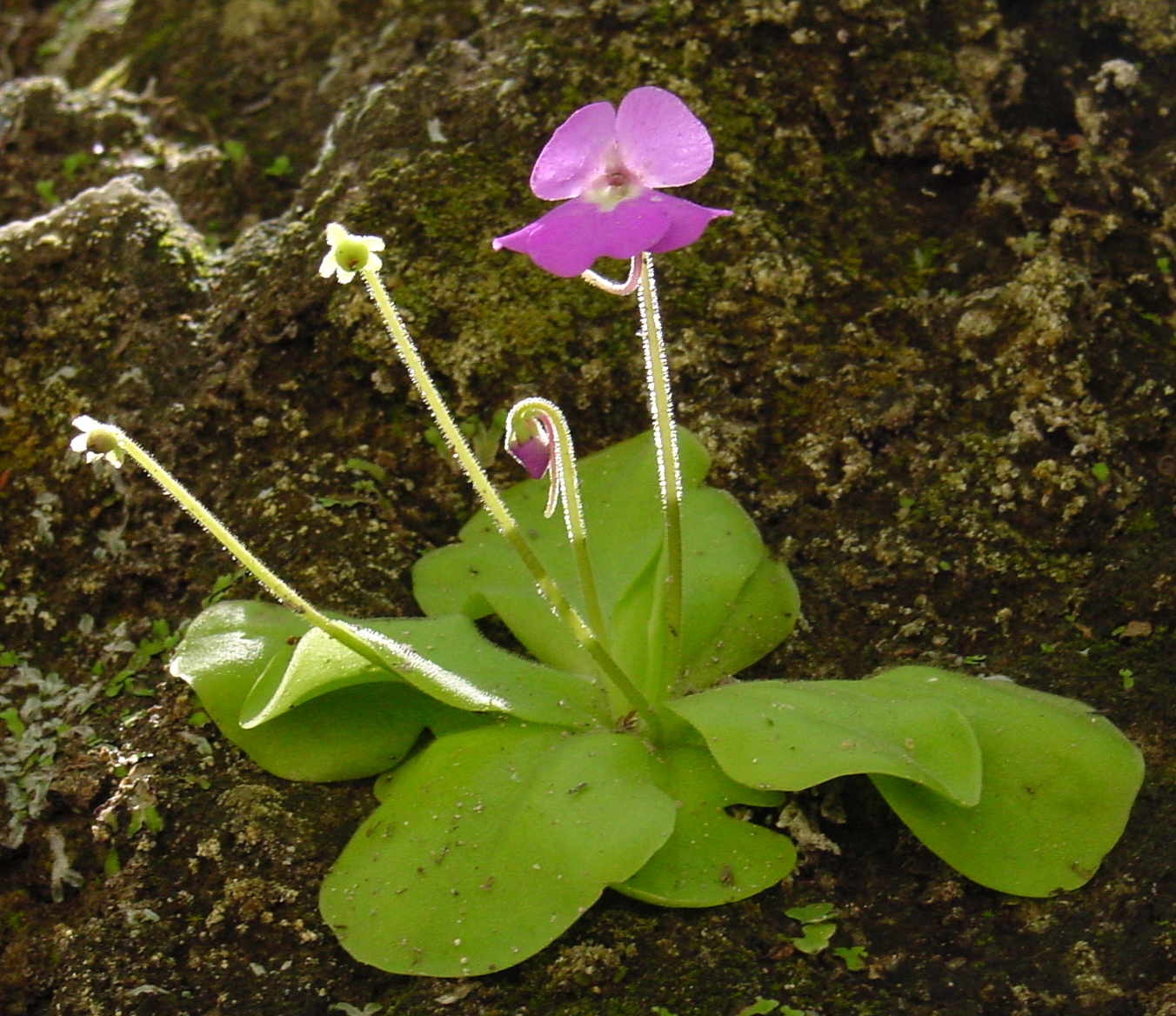
Pinguicula elizabethiae
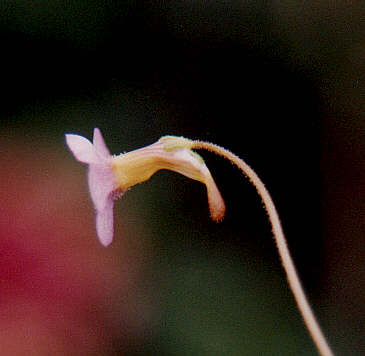
Pinguicula filifolia
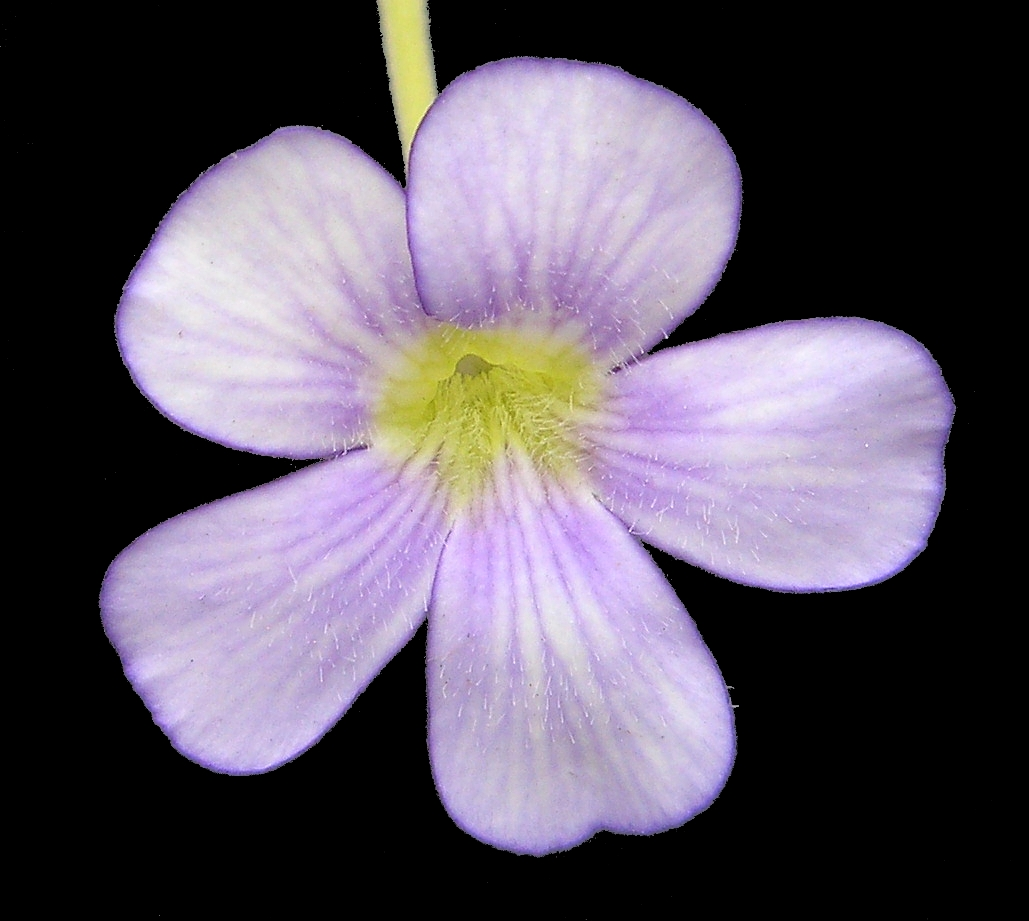
Pinguicula gigantea
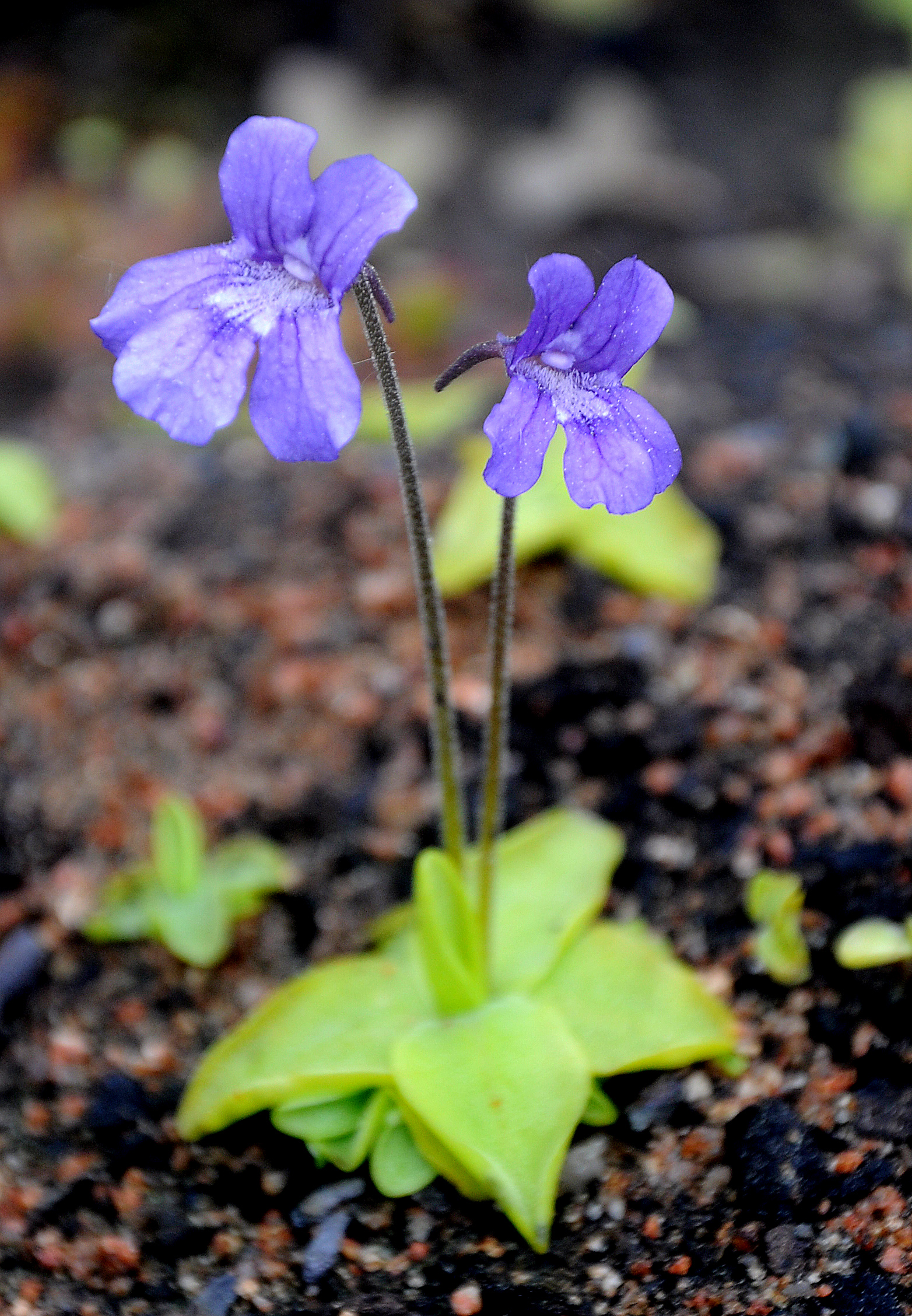
Pinguicula grandiflora
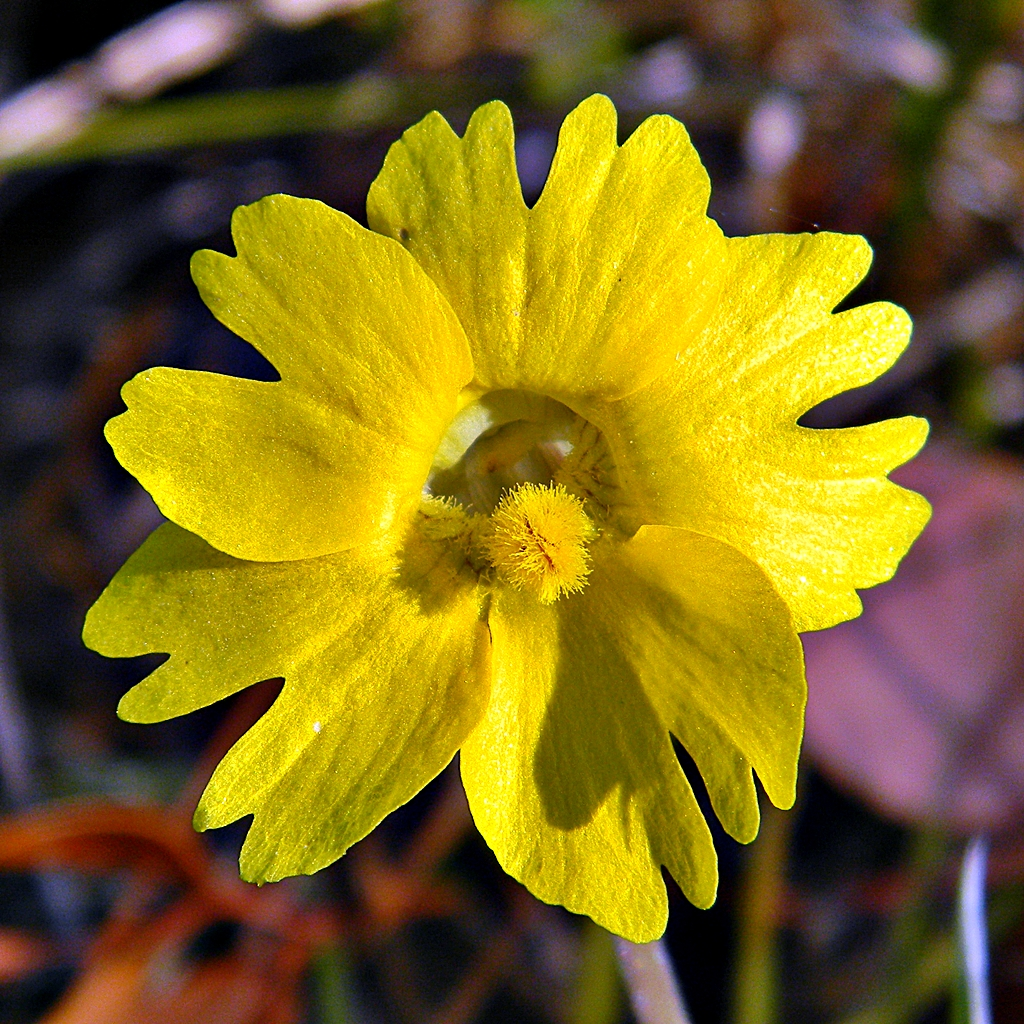
Pinguicula lutea
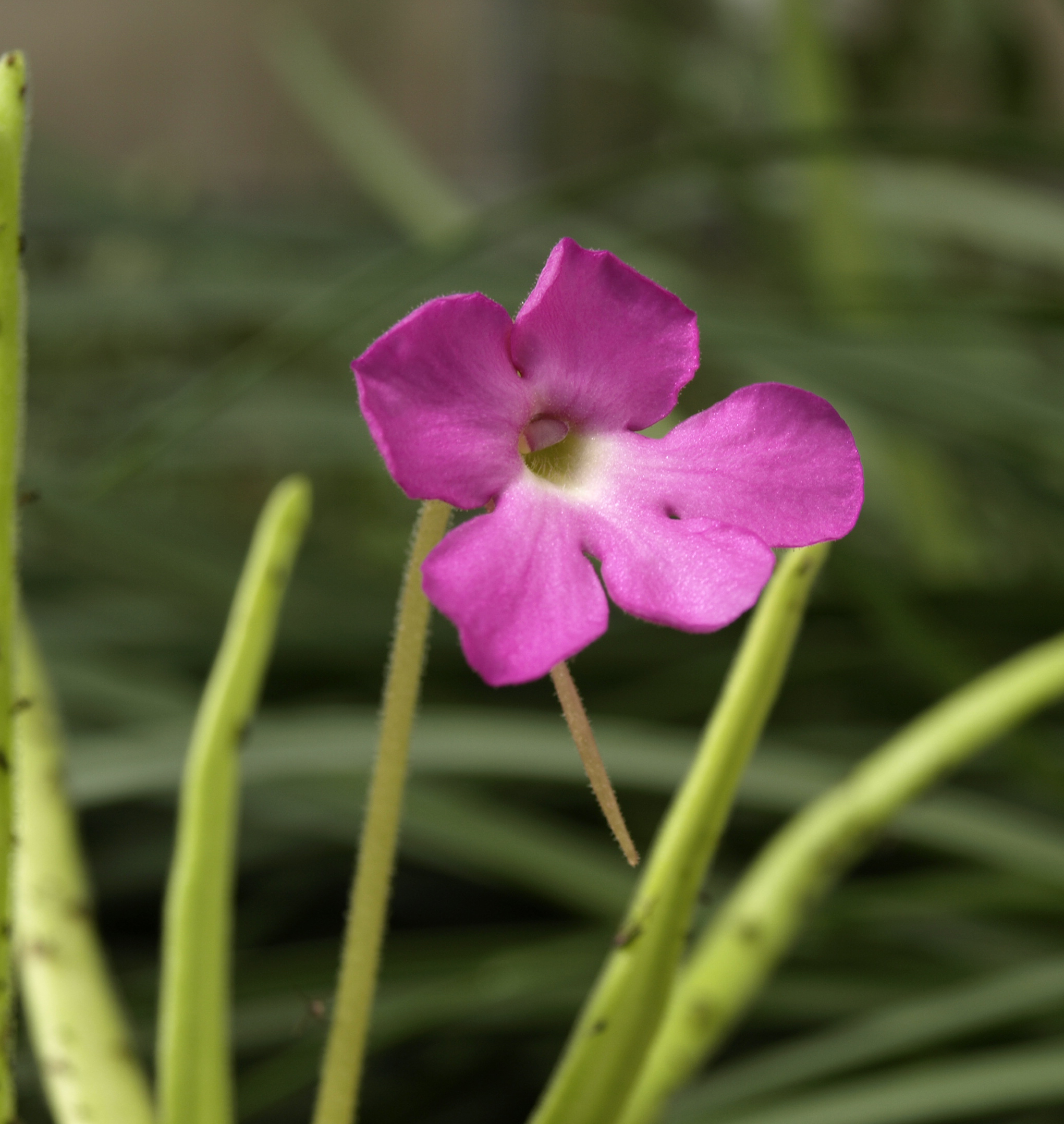
Pinguicula moctezumae
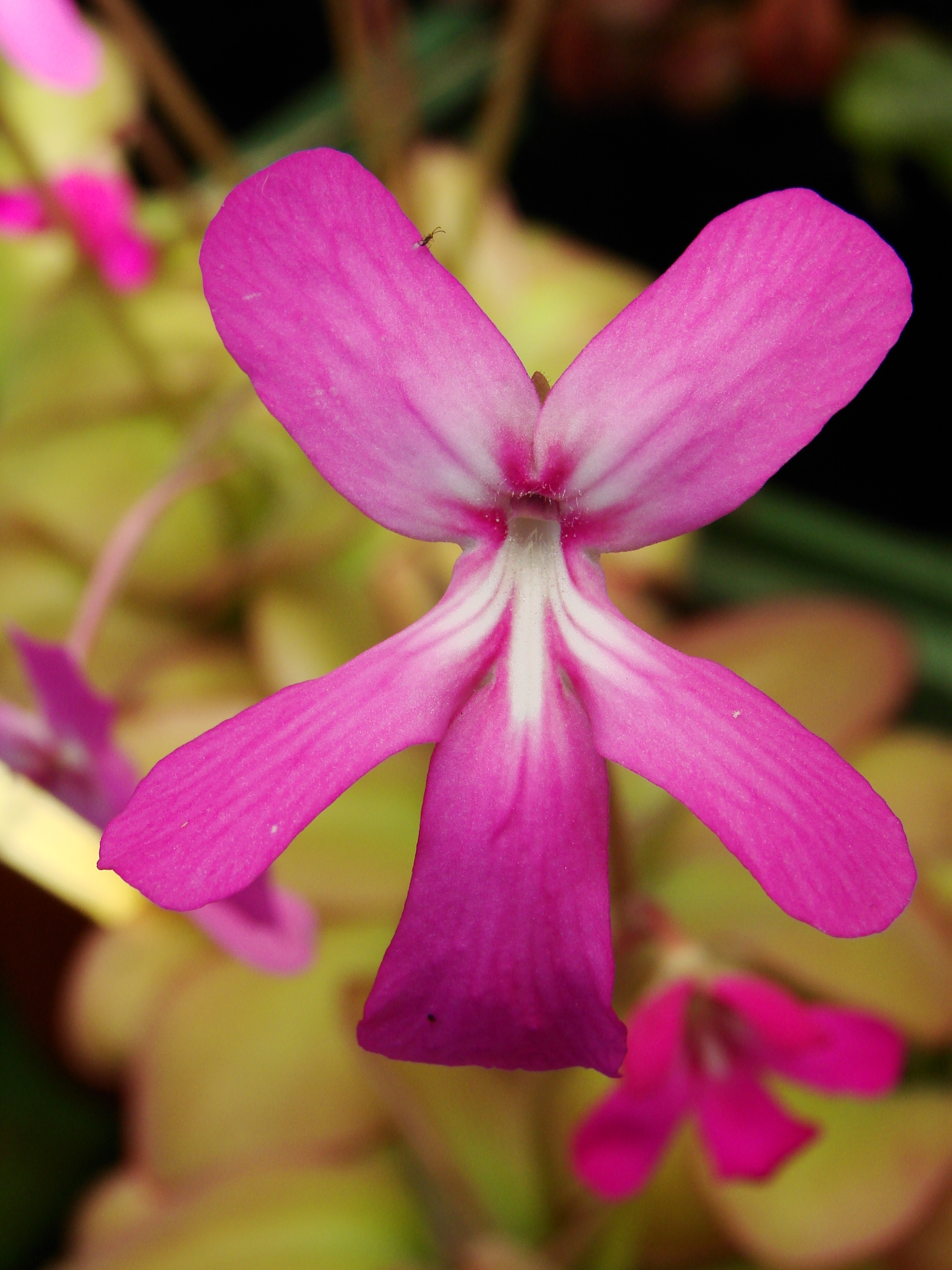
Pinguicula moranensis
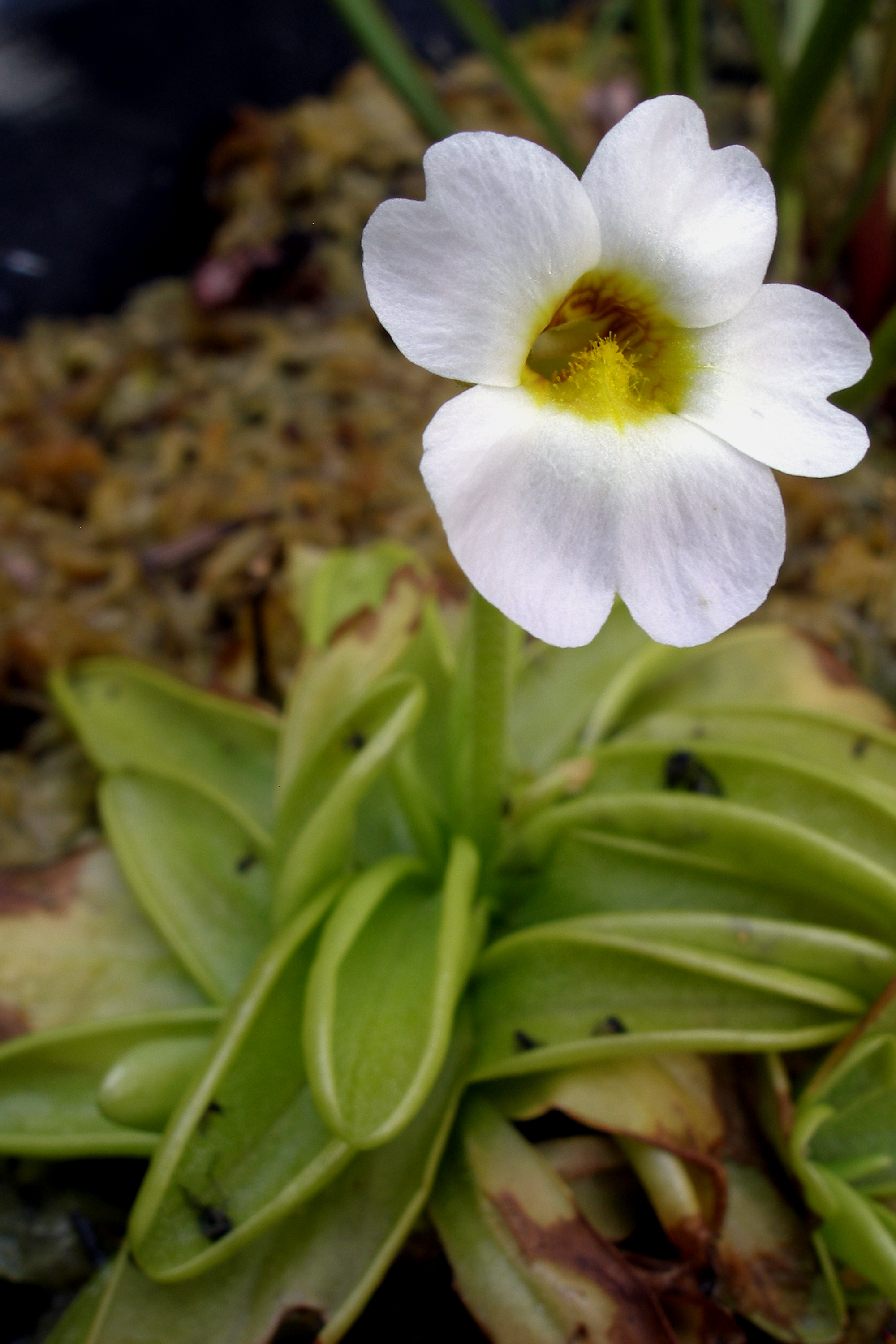
Pinguicula primuliflora
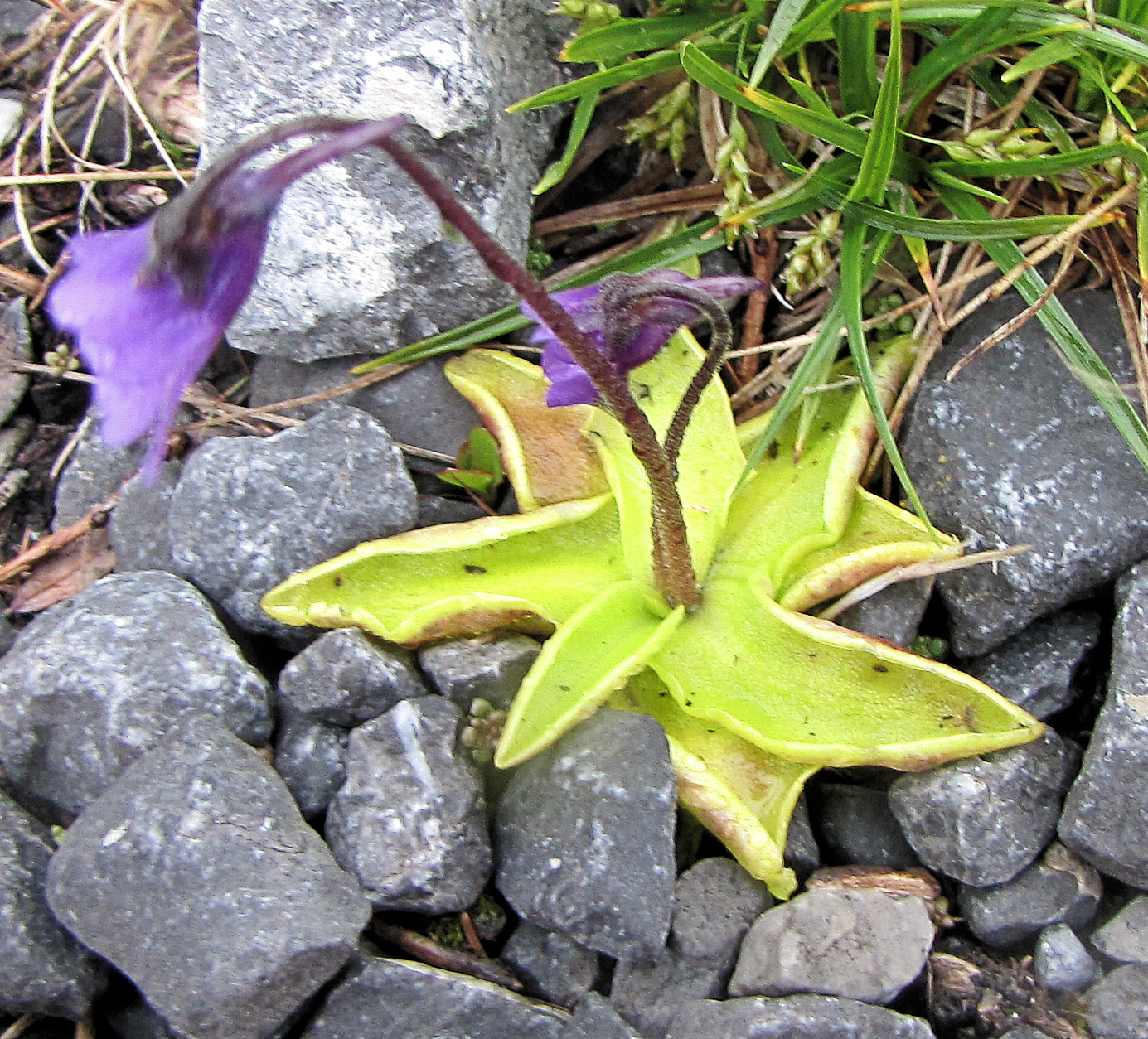
Pinguicula vulgaris

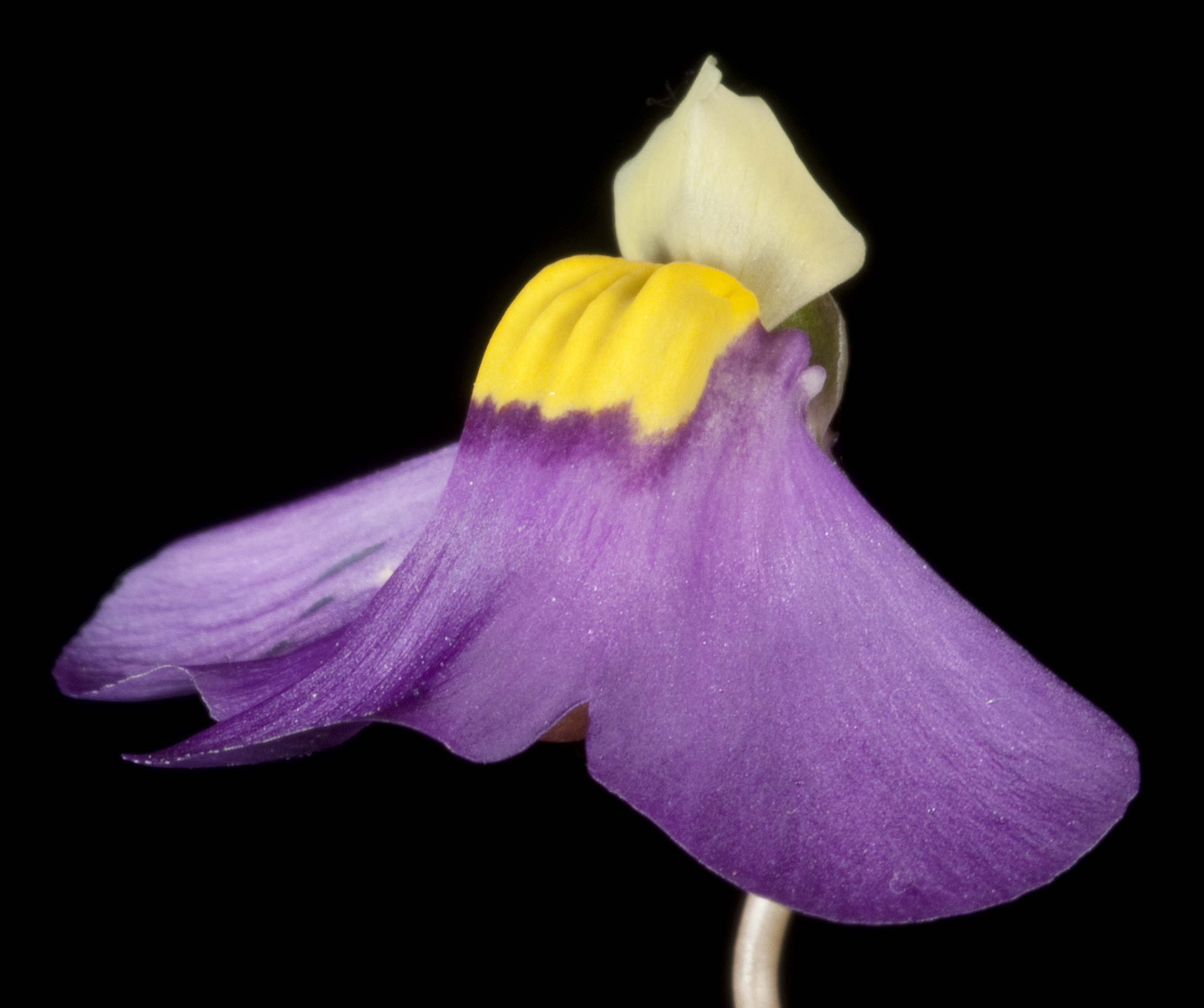
Utricularia benthamii
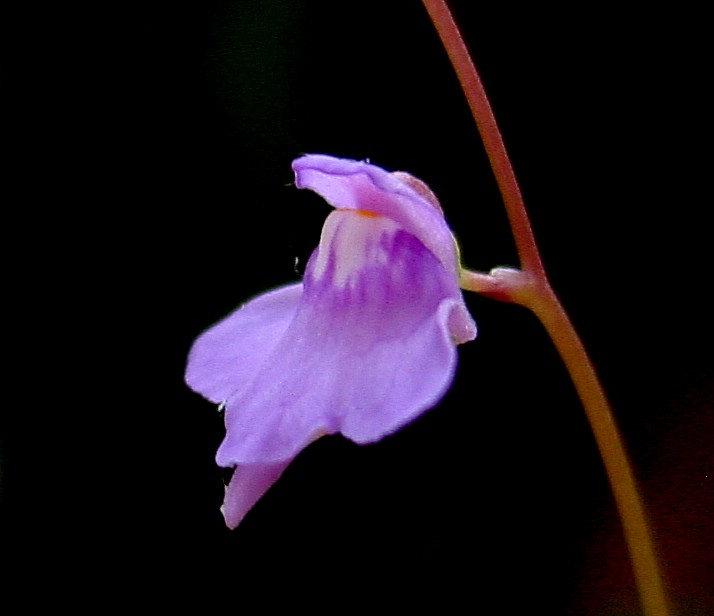
Utricularia amethystina
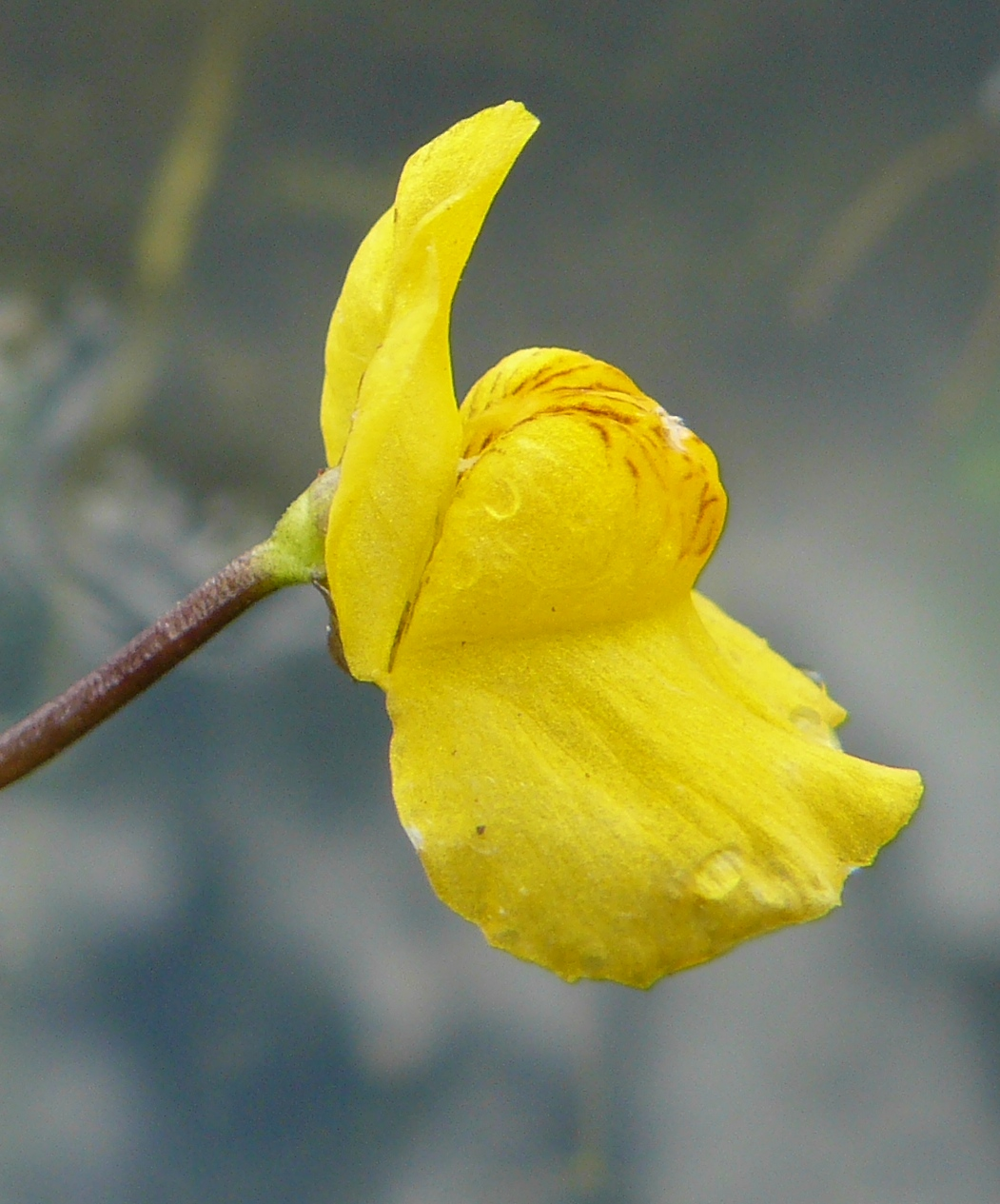
Utricularia australis
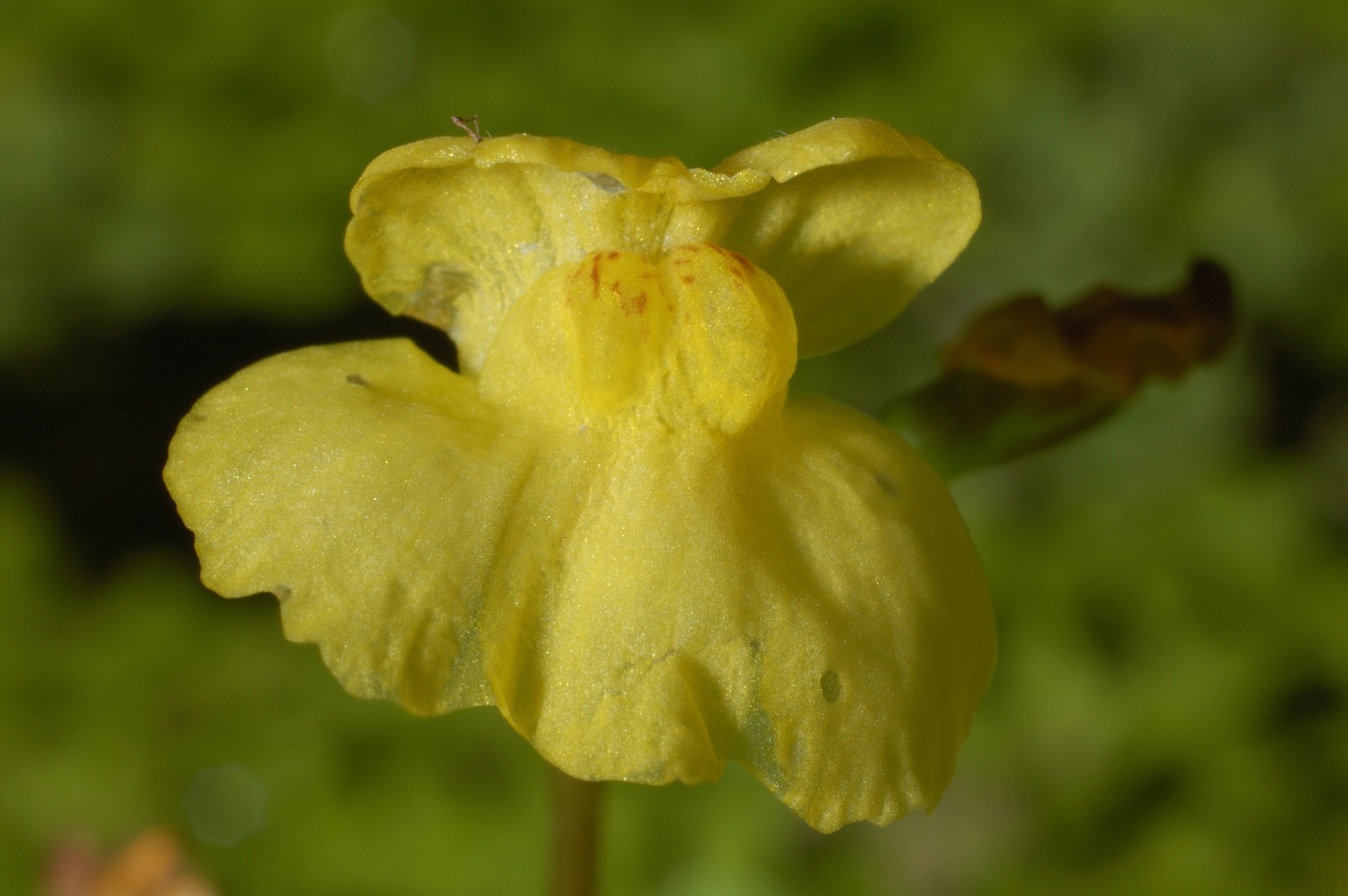
Utricularia aurea
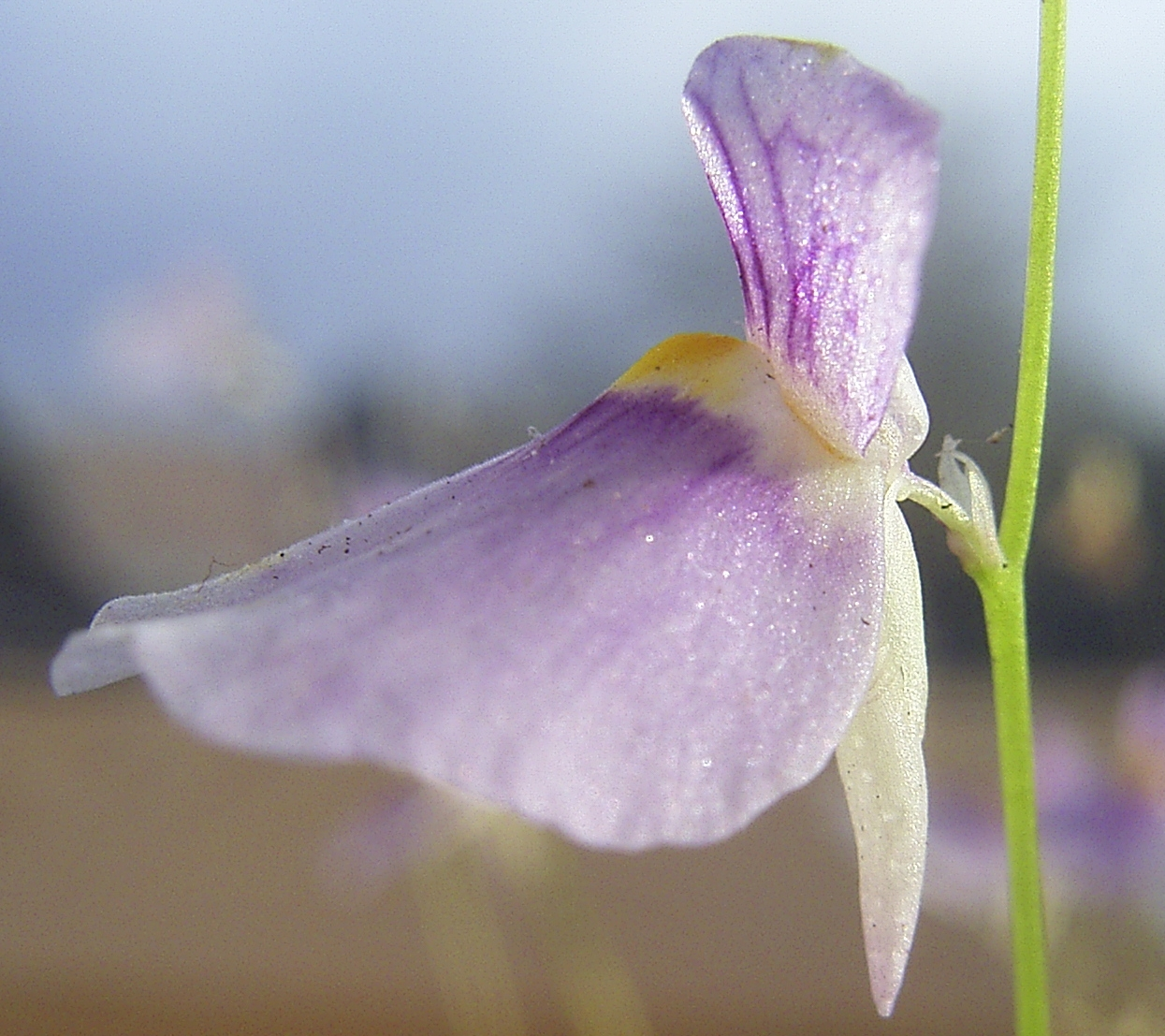
Utricularia blanchetii
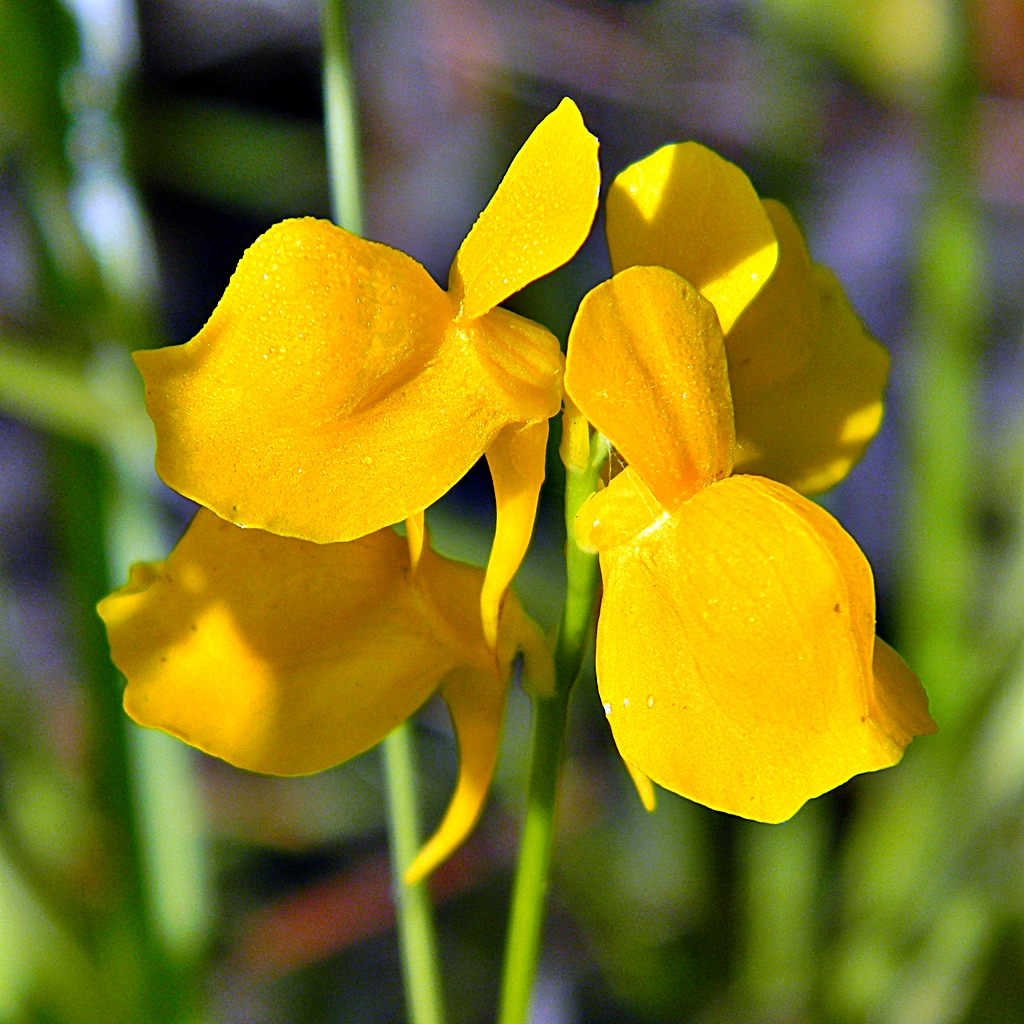
Utricularia cornuta
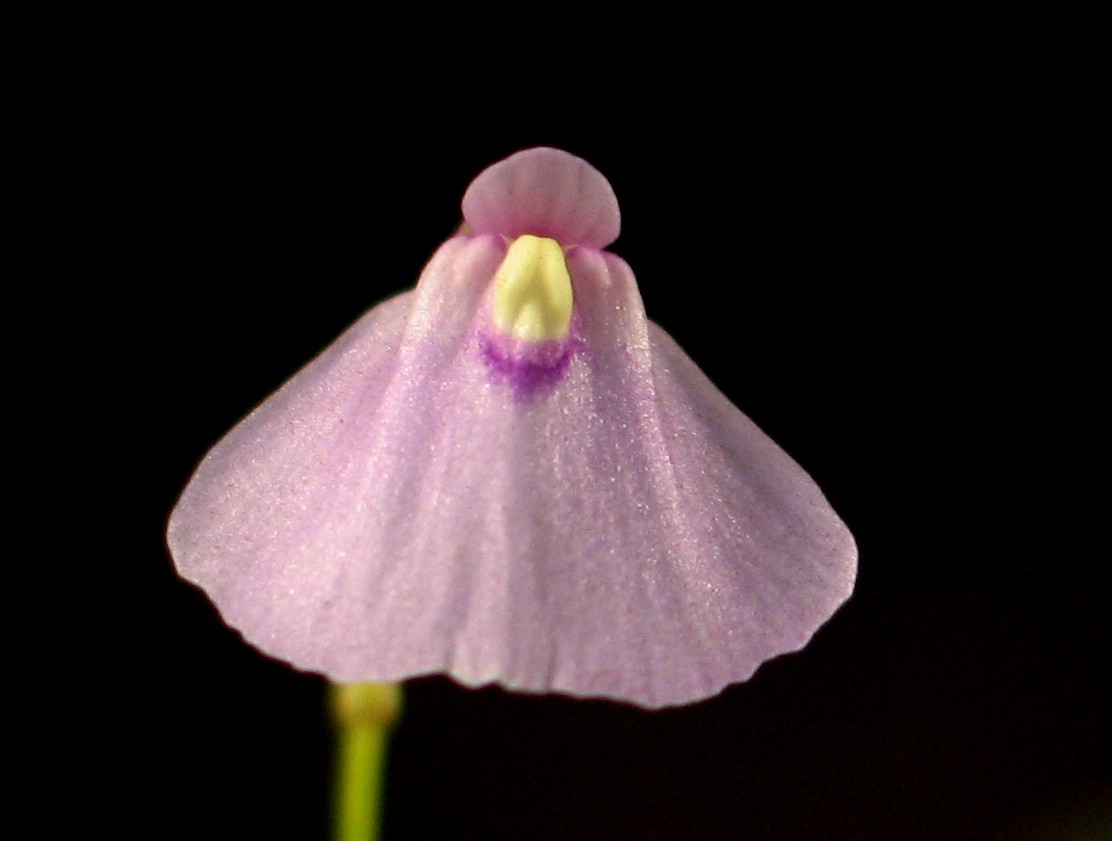
Utricularia dichotoma
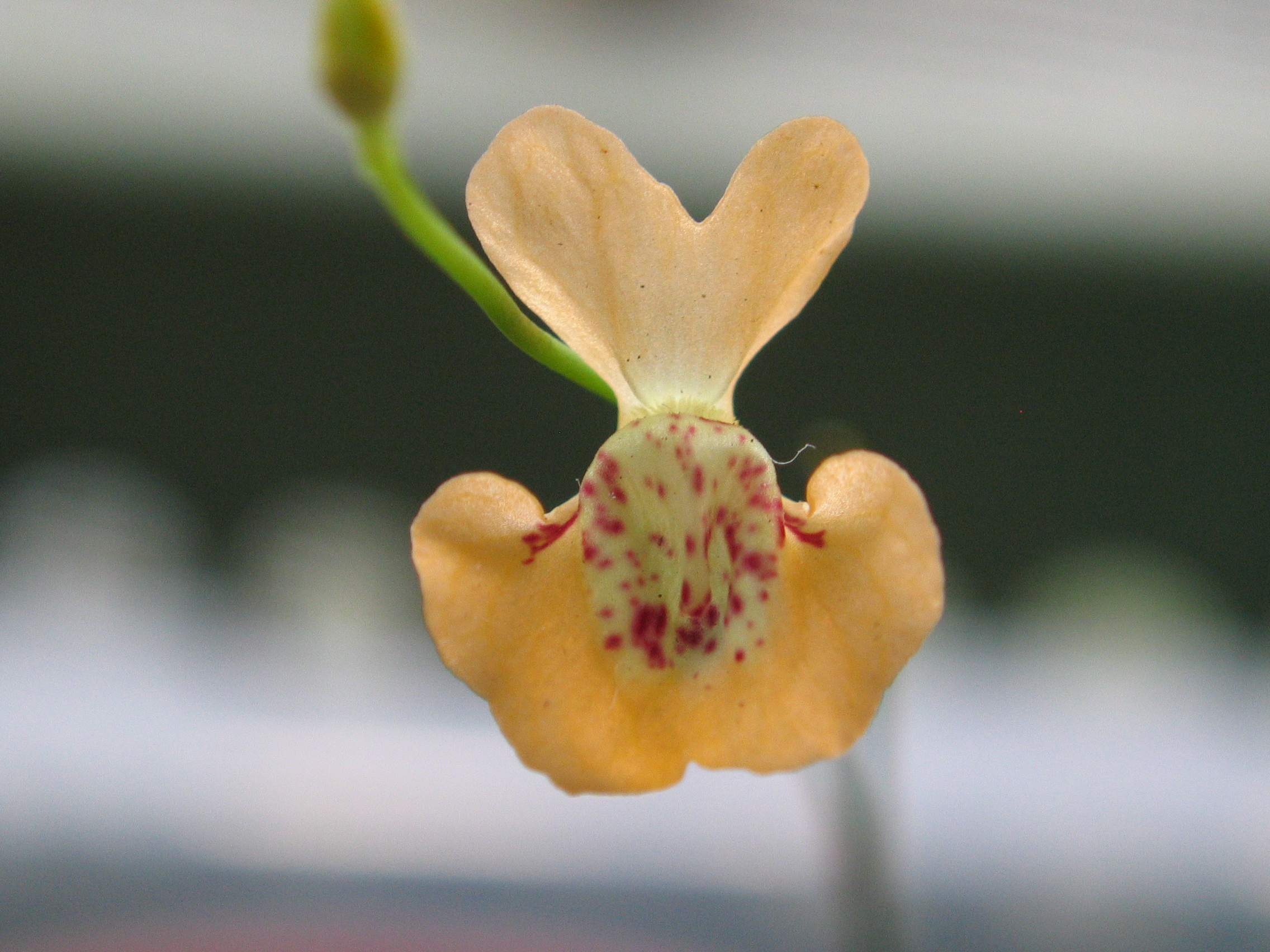
Utricularia fulva
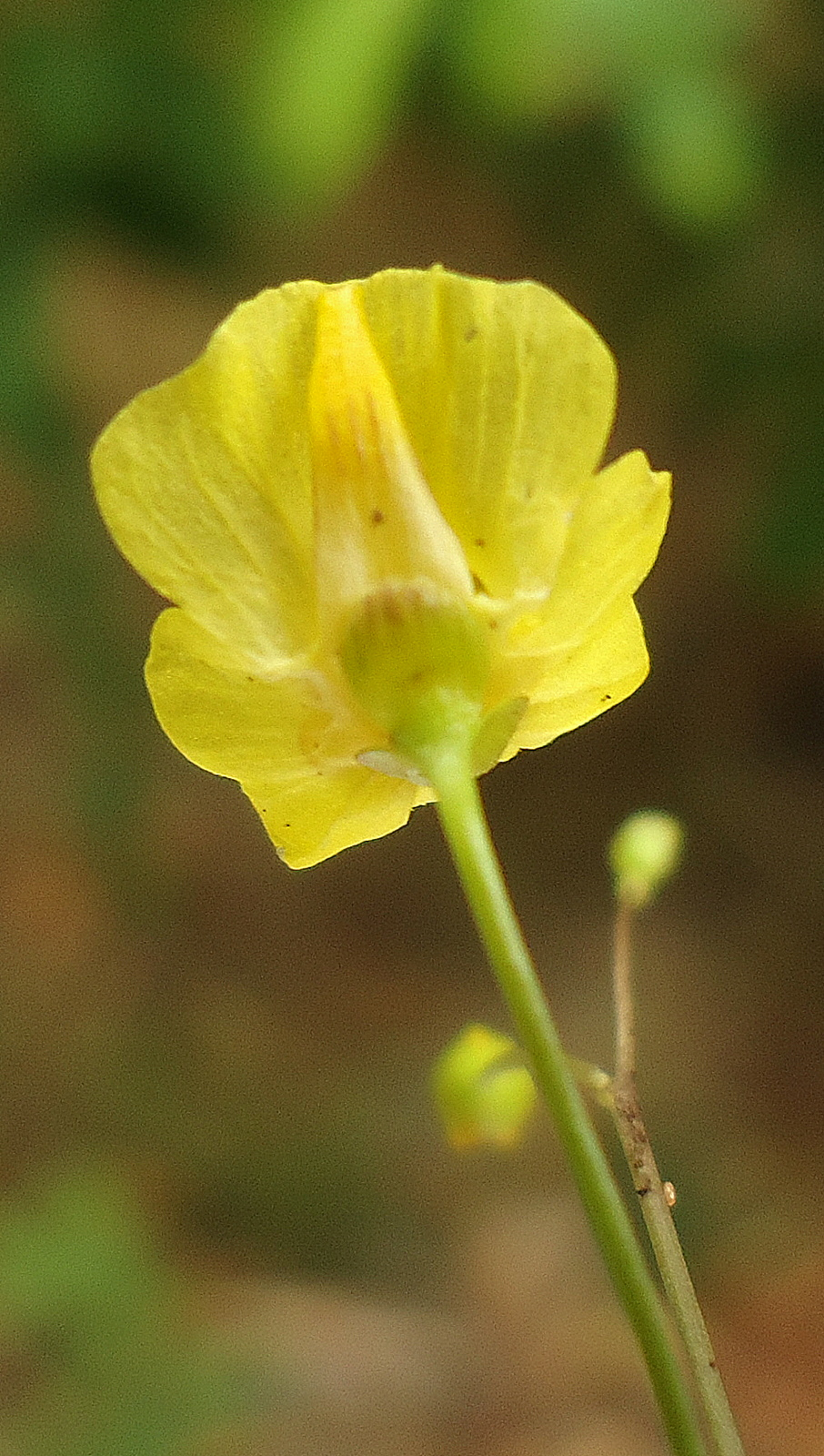
Utricularia gibba
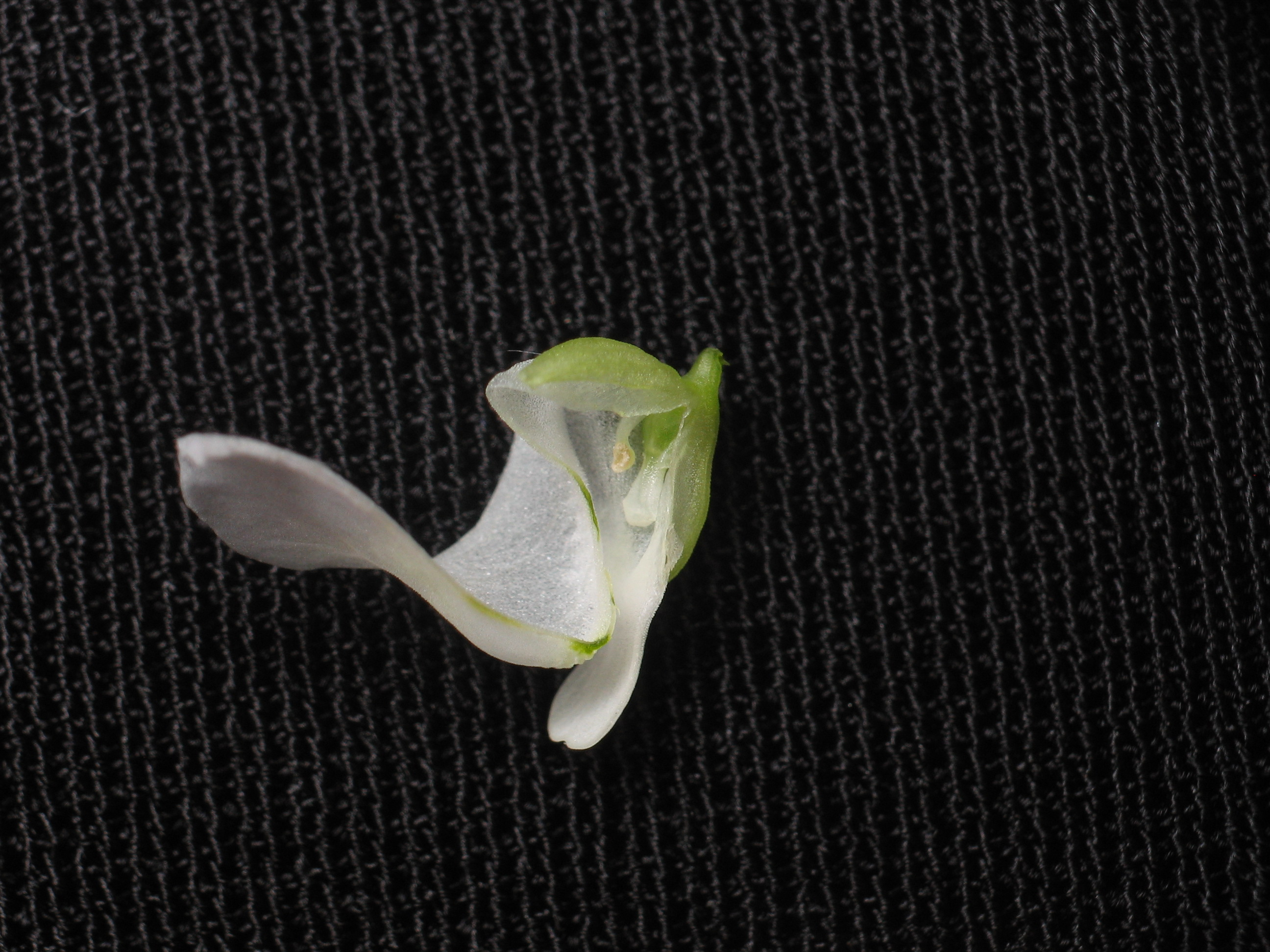
Utricularia livida
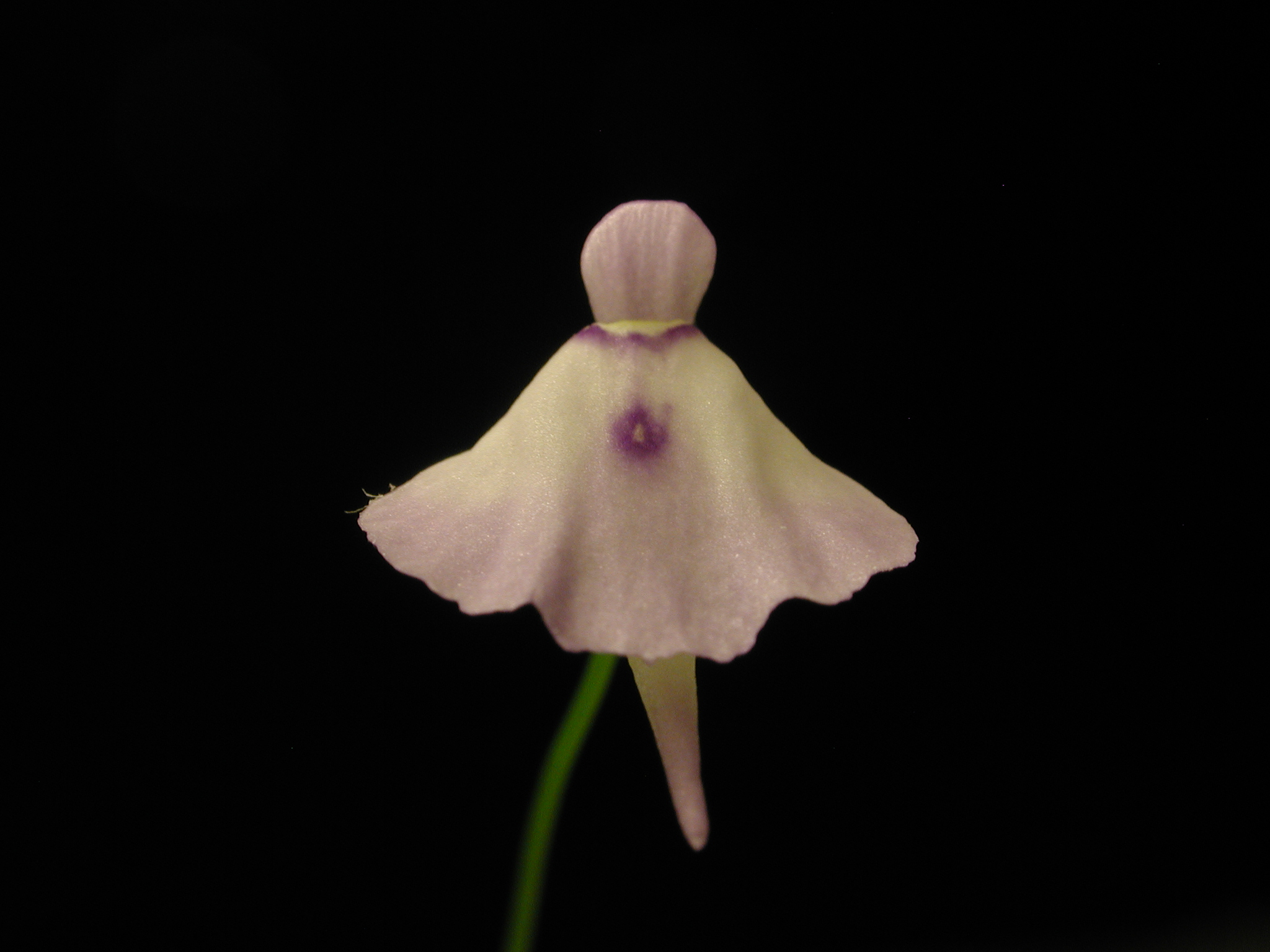
Utricularia pubescens
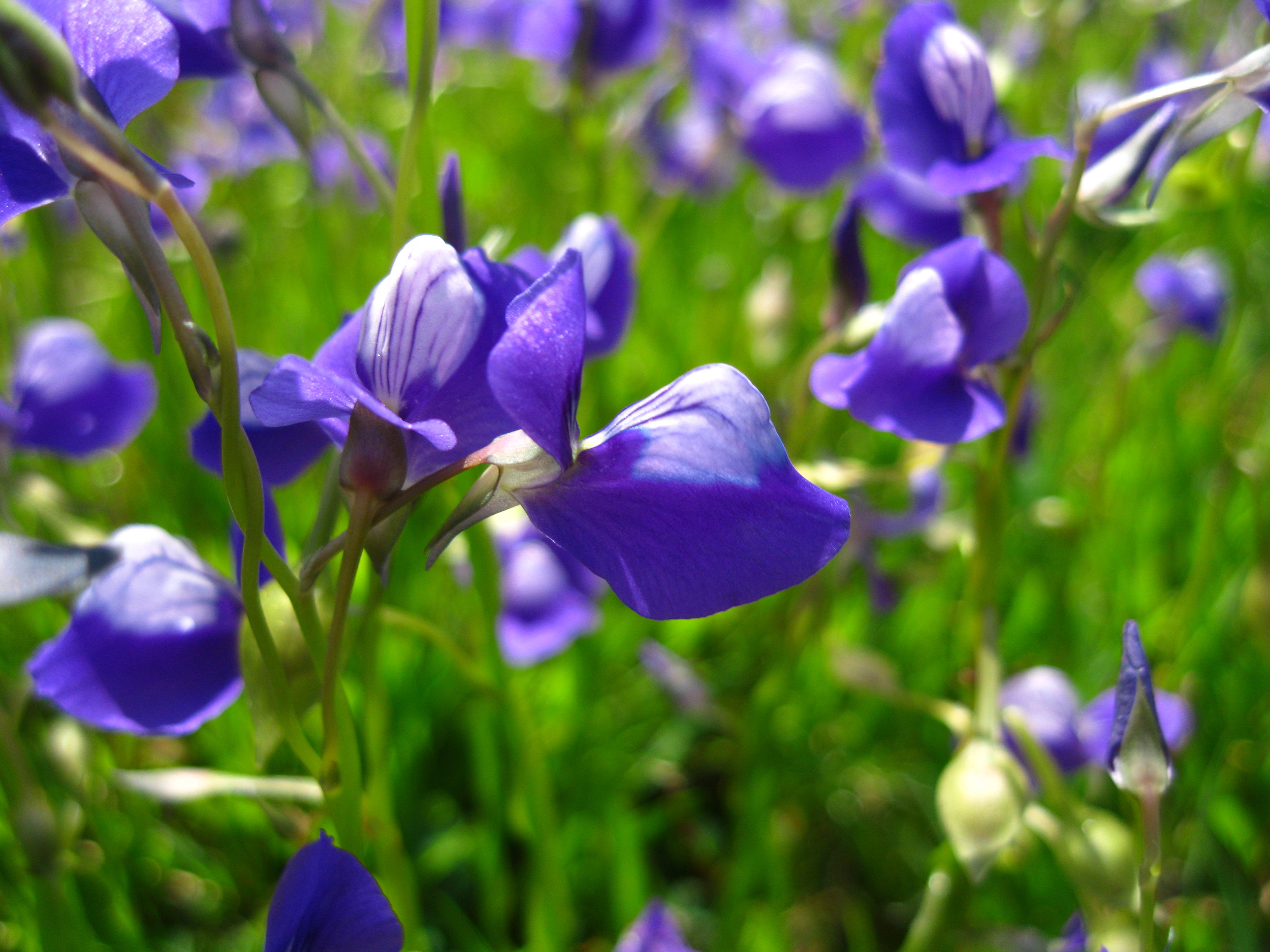
Utricularia reticulata
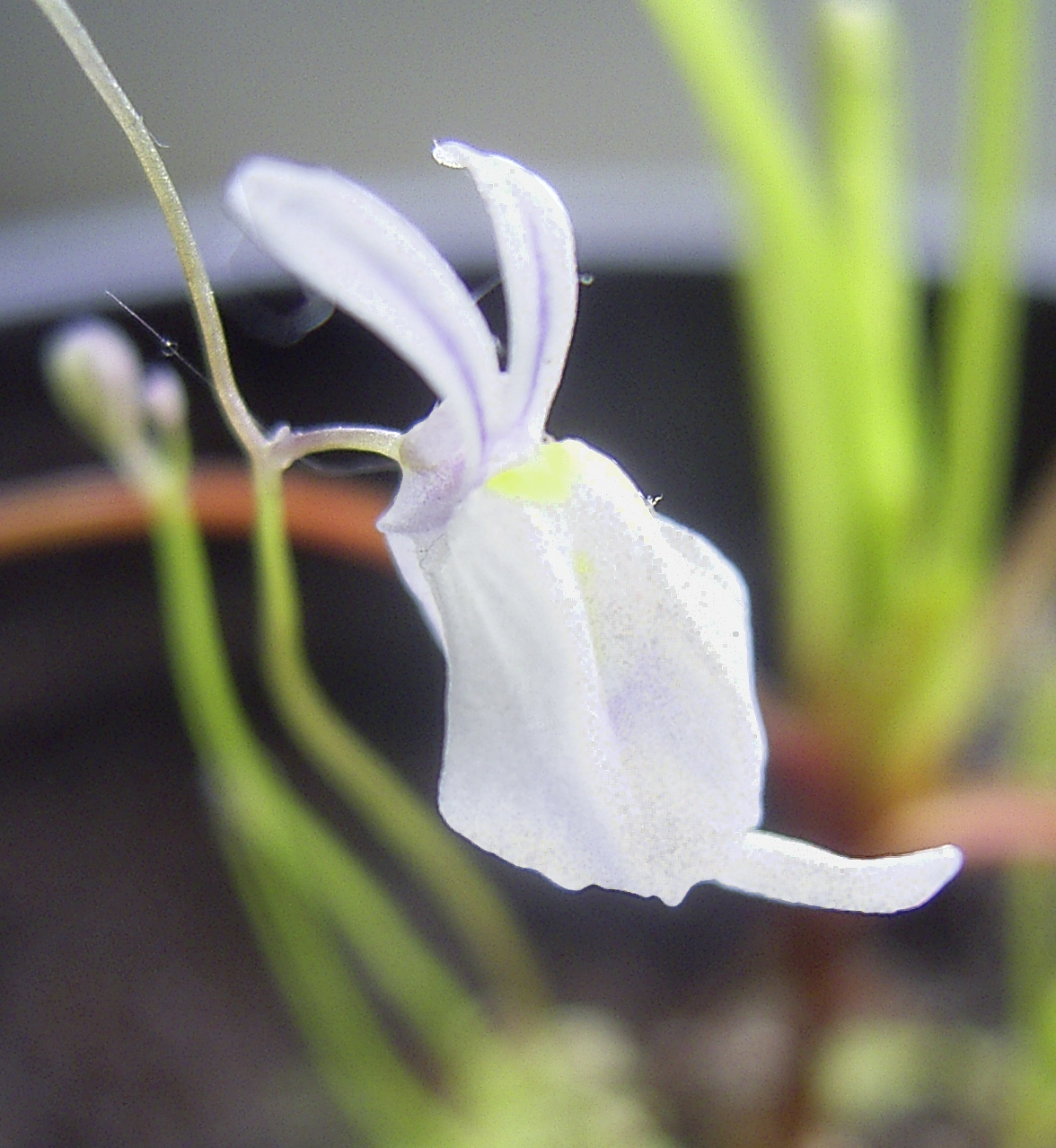
Utricularia sandersonii
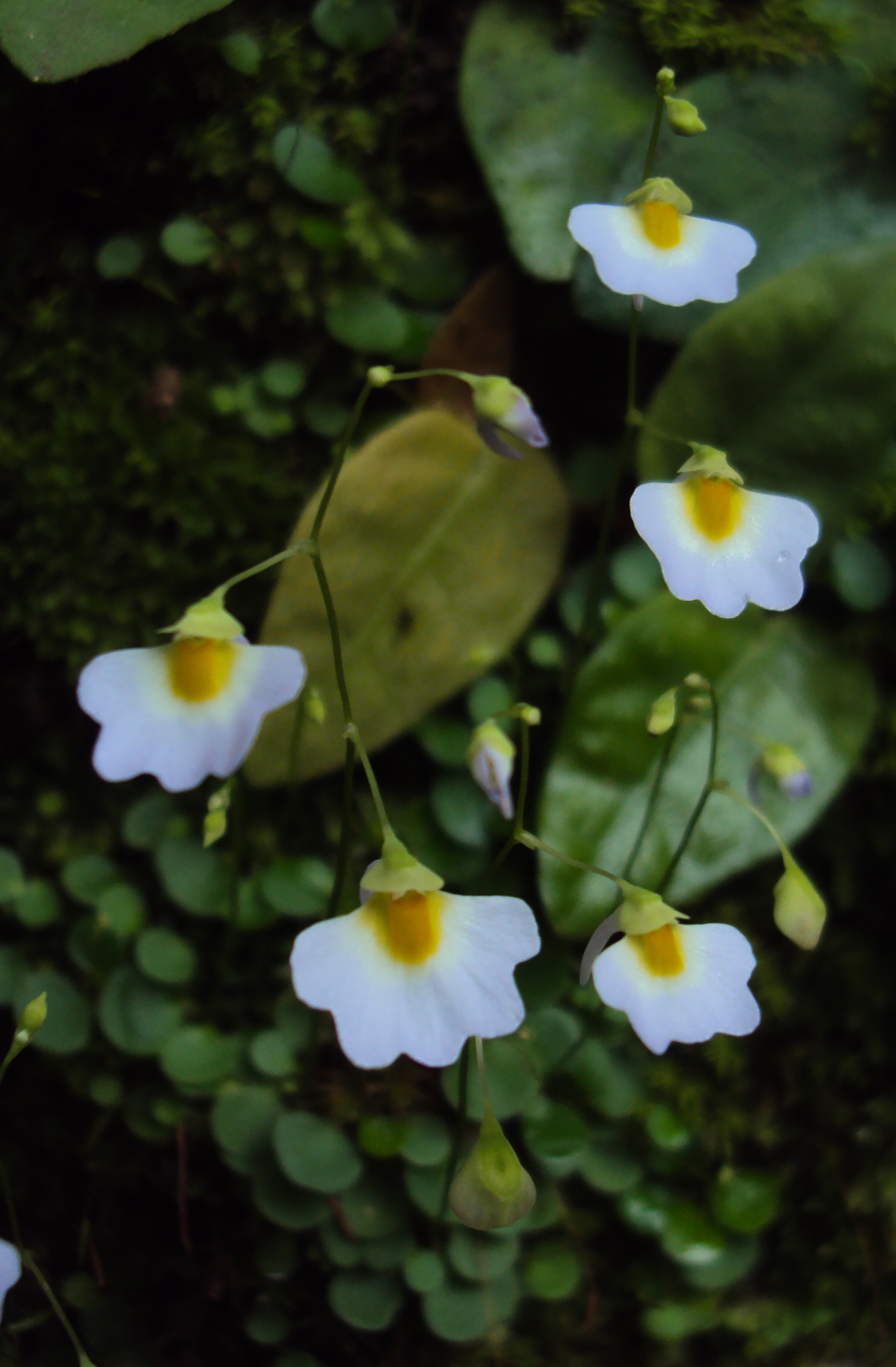
Utricularia striatula
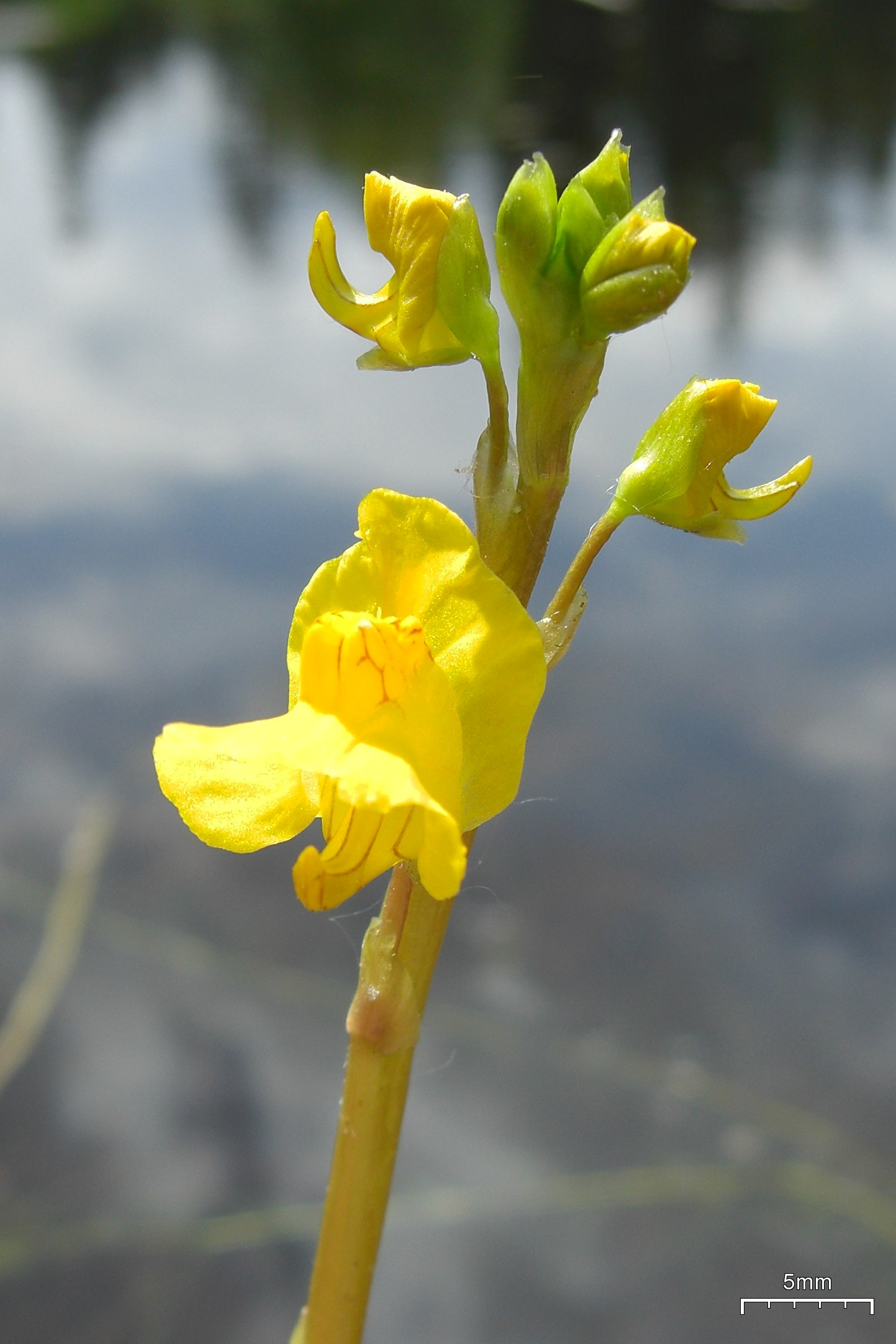
Utricularia vulgaris